# 武汉公交线路列表

## 公共汽车
据武汉市公共客运交通管理办公室的划分（即站牌所示），分为普线车、专线车、旅游线路、郊线车和小公共汽车。

### 普线车
在2010年以前，为方便国企职工通勤，直属于武汉公汽总公司的线路(编号皆介于1-79之间)可以使用月票进行乘车。后来公交车运营公司增多，月票制度取消，“普线车”与“专线车”其实已无本质区别。

#### 汽车
| 线路号 | 运营公司     | 首站                 | 末站                   | 沿途主要道路                                          | 备注           |
| ------ | ------------ | -------------------- | ---------------------- | ----------------------------------------------------- | -------------- |
| 1路    | 公交三公司   | 建设大道双墩         | 芦沟桥路胜利街         | 解放大道、中山大道、胜利街                            |                |
| 4路    | 公交一公司   | 汉黄路岱家山         | 澳门路湖边坊           | 汉黄路、解放大道                                      |                |
| 7路    | 公交一公司   | 江大路九万方         | 民族路集家嘴           | 黄孝河路、三阳路、沿江大道                            |                |
| 9路    | 公交二公司   | 常码头公交停车场     | 沿江大道科技馆         | 发展大道、新华路、民族路 发展大道、新华路             |                |
| 10路   | 公交二公司   | 汉口火车站           | 武昌火车站综合体       | 青年路、长江大桥                                      | 通宵线走向不变 |
| 14路   | 公交电车公司 | 凤凰山停车场         | 环湖路东湖             | 民主路、东湖路                                        |                |
| 15路   | 公交电车公司 | 凤凰山停车场         | 楚平路武汉光谷职业学院 | 武珞路、丁字桥路、雄楚大道                            |                |
| 16路   | 公交六公司   | 戴家巷公交场站       | 临江大道大堤口         | 临江大道、抚顺街、和平大道                            |                |
| 20路   | 公交六公司   | 武东东路船舶园路     | 建设八路红钢二街       | 青王路、冶金大道、工业四路                            |                |
| 23路   | 公交六公司   | 和平大道建二公交场站 | 环厂北路苏家湾         | 和平大道                                              |                |
| 24路   | 公交四公司   | 阳新路公交停车场     | 建设大道韦家桑园       | 中山大道、三阳路、建设大道                            |                |
| 30路   | 公交一公司   | 发展大道红旗建材家居 | 拦江路阳新路           | 黄浦大街、胜利街、沿江大道                            |                |
| 35路   | 公交二公司   | 宏图路海洋世界       | 马场角小路地铁范湖站   | 塔子湖东路、后湖大道、唐家墩路                        |                |
| 38路   | 公交二公司   | 汉口火车站           | 车站路粤汉码头         | 淮海路、青年路                                        |                |
| 42路   | 公交四公司   | 三青路书台路         | 解放大道新华路         | 江堤中路、汉阳大道、武胜路 江堤中路、马鹦路、鹦鹉大道 |                |
| 46路   | 公交三公司   | 工农路舵落口         | 菱角湖路省新华医院     | 古田路、解放大道、香江路                              |                |
| 59路   | 公交光谷公司 | 南湖公交场站         | 鲁磨路南望山           | 建安街、瑞安街、中山路、武珞路、珞喻路                |                |
| 60路   | 公交一公司   | 沿江大道江滩足球场   | 台北路天门墩           | 解放大道、台北路                                      |                |
| 61路   | 公交四公司   | 蔷薇路公交停车场     | 武昌火车站综合体       | 四新北路、鹦鹉大道、长江大桥                          |                |
| 66路   | 公交电车公司 | 武昌火车站综合体     | 浅水湾路方家嘴         | 武珞路、珞狮路、浅水湾路                              |                |
| 79路   | 公交四公司   | 龙阳湖北路玉龙路     | 汉口火车站             | 汉阳大道、武胜路、青年路                              |                |

#### 无轨电车
| 线路号 | 线路号 | 运营公司     | 首站               | 末站               | 沿途主要道路                     | 备注 |
| ------ | ------ | ------------ | ------------------ | ------------------ | -------------------------------- | ---- |
| 电1路  | 电1路  | 公交电车公司 | 水果湖路水果湖     | 三民路             | 中南路、武珞路、长江大桥、武胜路 |      |
| 电2路  | 电2路  | 公交电车公司 | 硚口越秀财富中心   | 解放大道解放公园   | 中山大道、三阳路、解放大道       |      |
| 电3路  | 电3路  | 公交电车公司 | 解放大道二七路     | 硚口路中山大道     | 解放大道、工农兵路（仅回程）     |      |
| 电4路  | 电4路  | 公交电车公司 | 武昌火车站公交场站 | 卓刀泉南路南湖北路 | 中山路、长江大桥、中山大道       |      |
| 电5路  | 外环   | 公交电车公司 | 动物园路武汉动物园 | 动物园路武汉动物园 | 汉阳大道、解放大道               |      |
| 电5路  | 内环   | 公交电车公司 | 动物园路电车停车场 | 动物园路电车停车场 | 解放大道、汉阳大道               |      |
| 电7路  | 电7路  | 公交电车公司 | 动物园路电车停车场 | 洪山广场地铁站     | 汉阳大道、长江大桥、民主路       |      |
| 电8路  | 电8路  | 公交电车公司 | 武昌火车站公交场站 | 梨园广场           | 雄楚大道、丁字桥路、中北路       |      |

### 专线车
与“普线车”区别开来。

#### 100~199 (主要为大站快车)
| 线路号 | 运营公司     | 首站                 | 末站                     | 沿途主要道路                   | 备注                                     |
| ------ | ------------ | -------------------- | ------------------------ | ------------------------------ | ---------------------------------------- |
| 102路  | 公交六公司   | 和平大道建二公交场站 | 洪山广场地铁站           | 和平大道、徐东大街、中北路     | 工作日早、晚高峰时段发车                 |
| 106路  | 公交四公司   | 汉阳大道好美家       | 蔡甸大街新庙村公交停车场 |                                |                                          |
| 107路  | 公交四公司   | 玉龙路朱家亭         | 知音湖大道花博汇         | 新天大道、知音湖大道           |                                          |
| 113路  | 公交六公司   | 临江大道建设八路     | 临江大道建设八路         | 建设十一路、和平大道、建设八路 | 顺时针循环线                             |
| 116路  | 公交光谷公司 | 光谷一路佛祖岭       | 高新六路康一路           | 康魅路、光谷二路               | 工作日早、晚高峰时段发车                 |
| 117路  | 公交光谷公司 | 藏龙大道宜家龙城     | 高新六路康一路           | 九凤街、高新六路、光谷二路     | 工作日早、晚高峰时段发车                 |
| 118路  | 公交六公司   | 武汉火车站           | 清正路大长山路           | 青王路、春和路、花山大道       | 上下班高峰约半小时一班，平时约一小时一班 |
| 119路  | 公交三公司   | 长丰大道东风村场站   | 沿江大道科技馆           | 南泥湾大道、古田四路、沿河大道 |                                          |

#### 300~399
| 线路号 | 运营公司     | 首站                       | 末站                         | 沿途主要道路                           | 备注               |
| ------ | ------------ | -------------------------- | ---------------------------- | -------------------------------------- | ------------------ |
| 301路  | 公交光谷公司 | 关山大道公交场站           | 聚贤路仁惠路                 | 光谷创业街、高新大道、创业大道         | 跨市公交           |
| 306路  | 公交四公司   | 官堤路公交场站             | 龙阳大道王家湾               | 凤凰湖环路、四新南路、龙阳大道         |                    |
| 307路  | 公交电车公司 | 白沙路青菱城市花园         | 青菱大道杨林三路             | 南郊路、青菱河路、白沙洲大道           |                    |
| 308路  | 公交二公司   | 春兰街塔子湖西路           | 常青一路银墩街               | 翠柏路、常青五路、长港路               |                    |
| 309路  | 公交四公司   | 龙阳湖东路陶家岭路         | 十升二路龙阳大道             | 四新大道、龙珠路                       |                    |
| 311路  | 公交三公司   | 园博园西路园博园南门       | 解放大道古田三路             | 古田二路                               | 夜行线走向不变     |
| 312路  | 公交三公司   | 天顺园公交场站             | 解放大道汉西一路             | 长风路、古田四路                       | 夜行线走向不变     |
| 313路  | 公交一公司   | 新生活摩尔城               | 沿江大道科技馆               | 百步亭花园路、解放大道、胜利街         |                    |
| 315路  | 公交六公司   | 旅大街建设四路             | 徐东大街地铁徐东站           | 建设一路、北洋桥西路、团结大道         | 夜行线             |
| 316路  | 公交六公司   | 铁机路公交场站             | 工业二路荆州街               | 瑞丰路、和平大道、黄州街               |                    |
| 317路  | 公交二公司   | 常青公交枢纽站             | 学府东路康居一路             | 常青北路、常青花园中路、公园南路       |                    |
| 318路  | 公交二公司   | 环湖一路当代电子硅谷       | 马场角小路地铁范湖站         | 马池中路、学府北路、常青三路、姑嫂树路 |                    |
| 319路  | 公交一公司   | 幸福街百步亭路口           | 建设大道建设新村路           | 安居路、安居西路、二七路               | 夜行线走向不变     |
| 320路  | 公交光谷公司 | 野芷湖西路保利心语公交场站 | 石牌岭西路雄楚大道           | 书城路、丁字桥南路、平安路、宝通寺路   | 夜行线             |
| 321路  | 公交一公司   | 新湾路新湾一路             | 兴业路吉祥路                 | 常青五路、后湖大道、后湖五路、兴业路   | 夜行线走向不变     |
| 322路  | 公交一公司   | 堤角前街公交场站           | 金银潭大道金潭路             | 百步亭路、后湖大道、塔子湖东路         |                    |
| 323路  | 公交一公司   | 景秀街百步亭路             | 解放大道新荣村               | 幸福路、后湖大道                       |                    |
| 324路  | 公交三公司   | 解放大道易家墩             | 长安路汉樾台                 | 古田一路、沿河大道、古田四路           |                    |
| 325路  | 公交四公司   | 博学路潮海村               | 江欣苑路墨水湖               | 三角湖路、东风大道、四新北路、江堤中路 |                    |
| 326路  | 公交二公司   | 沿河大道硚口码头           | 范湖公交场站                 | 宝丰二路、青年路、马场角路             |                    |
| 327路  | 公交光谷公司 | 南湖大道茶山刘             | 喻家湖路喻家山北路           | 软件园中路、关山大道、珞喻东路         |                    |
| 328路  | 公交三公司   | 丰顺路公交场站             | 解放大道古田三路             | 古田二路                               |                    |
| 329路  | 公交三公司   | 紫华路园博园南门           | 紫华路园博园南门             | 古田四路、解放大道、古田路、古田一路   | 循环线             |
| 330路  | 公交三公司   | 常码头公交停车场           | 常码头公交停车场             | 汉西三路、解放大道                     | 循环线             |
| 331路  | 公交电车公司 | 马湖公交停车场             | 珞狮路理工大                 |                                        |                    |
| 332路  | 公交一公司   | 黄浦大街分金街             | 建设大道地铁后湖大道站       | 黄浦大街、建设大道、怡和路             |                    |
| 333路  | 公交光谷公司 | 光谷七路公交场站           | 关山大道公交场站             | 高新二路                               |                    |
| 334路  | 公交光谷公司 | 高新六路佛祖岭             | 佛祖岭三路高新六路           | 光谷大道、佛祖岭一路                   |                    |
| 335路  | 公交经开公司 | 东荆河大道公交停车场       | 海棠路地铁6号线              | 车城西路、三角湖路、太子湖北路         |                    |
| 336路  | 公交二公司   | 新湾五路长港路口           | 园博园东路园博园东门         | 新湾三路、江兴路                       |                    |
| 337路  | 公交四公司   | 汉城路公交停车场           | 汉新大道公交停车场           |                                        |                    |
| 339路  | 公交二公司   | 常青公交枢纽站             | 环湖四路环湖路               | 学府北路、马池路、环湖路               | 夜行线             |
| 340路  | 公交光谷公司 | 秦云路荷叶山社区           | 天鹅路茶港                   | 珞喻路、鲁磨路、八一路                 |                    |
| 341路  | 公交一公司   | 解放大道新荣村             | 解放大道新荣村               |                                        | 循环线             |
| 342路  | 公交二公司   | 泛海城市广场               | 园博园北路环湖东路           | 青年路、江达路、金南一路               |                    |
| 343路  | 公交电车公司 | 友谊大道沙湖               | 友谊大道沙湖                 | 星海路、洪山路、天鹅路                 | 循环线             |
| 345路  | 公交光谷公司 | 左岭城铁站公交场站         | 上街村                       | 高新大道、左岭大道                     |                    |
| 346路  | 公交一公司   | 青松路汉口花园             | 解放大道黄浦大街             | 后湖大道、正义路、二七路、解放大道     |                    |
| 347路  | 公交经开公司 | 东荆河大道公交停车场       | 东荆河大道汉洪高速桥         | 三角湖路、神龙大道、沌口路             |                    |
| 348路  | 公交六公司   | 红庙公交场站               | 惠安路秦园路口               | 华电小路、徐东大街                     |                    |
| 349路  | 公交六公司   | 南干渠街126街              | 团结大道地铁工业四路站       | 建设二路、黄州街、智和路、和平港路     |                    |
| 350路  | 公交六公司   | 东湖落雁景区南门           | 武东东路船舶园路             |                                        |                    |
| 351路  | 公交经开公司 | 全力四路格力工业园         | 沌口体育中心停车场           | 全力北路、后官湖大道、车城西路         | 夜行线走向不变     |
| 352路  | 公交六公司   | 青化路群力村               | 化工大道上渡口村             | 八吉府大街、化工大道                   |                    |
| 353路  | 公交三公司   | 园博园西路园博园南门       | 常青花园中路地铁常青花园站   | 古田二路、金山大道、金南一路、学府南路 |                    |
| 356路  | 公交二公司   | 金银潭大道地铁金银潭站     | 环湖公交场站                 | 马池中路、环湖路                       |                    |
| 358路  | 公交二公司   | 常青公交枢纽站             | 将军路西段                   | 金银潭大道、将军路                     | 夜行线             |
| 359路  | 公交光谷公司 | 锦程街快岭西路             | 左岭大道白浒山               | 高新大道、科技二路、左岭大道           | 定时线路           |
| 360路  | 公交二公司   | 泛海城市广场               | 泛海城市广场                 | 淮海路、振兴路                         | 内环、外环         |
| 361路  | 公交四公司   | 邓甲村停车场               | 仙女山路琴端口南岸           | 罗七路、汉阳大道、动物园路             |                    |
| 362路  | 公交光谷公司 | 武汉东站西广场             | 民族大道冯徐村               | 汤逊湖北路、软件园路、南湖大道         | 夜行线             |
| 363路  | 公交一公司   | 景秀街百步亭路             | 景秀街百步亭路               | 幸福路、新益街                         | 循环线             |
| 364路  | 公交一公司   | 中环商贸城                 | 新华路万达                   | 健康街、塔子湖东路、发展大道           |                    |
| 365路  | 公交六公司   | 建设四路抚顺街             | 抚顺街建设一路               | 祥丰路、恩施街、沿港路                 |                    |
| 366路  | 公交光谷公司 | 华中农业大学西大门         | 湖北生物科技职业学院         | 梧桐路                                 | 定时线路           |
| 367路  | 公交六公司   | 青化路努力村               | 青化路老北湖                 | 康宁路、白玉东路                       |                    |
| 368路  | 公交六公司   | 戴家巷公交场站             | 德平路余家头路               | 临江大道、抚顺街                       |                    |
| 369路  | 公交四公司   | 仙女山路琴端口南岸         | 官堤路公交场站               | 玫瑰街、汉阳大道、江城大道、子期路     |                    |
| 370路  | 公交经开公司 | 凤凰苑公交停车场           | 凤亭五路                     | 中山湖路、凤亭一路、凤亭二路           |                    |
| 371路  | 公交光谷公司 | 南湖公交场站               | 南湖公交场站                 | 建安街、文馨街、珞狮路                 | 环线               |
| 372路  | 公交六公司   | 南干渠路126街              | 临江大道铁机路               | 才汇巷、团结大道、杨园南路             |                    |
| 373路  | 公交光谷公司 | 豹澥公交停车场             | 光谷三路省妇幼光谷院区       | 高新二路、高新大道、神墩三路           | 内环、外环         |
| 375路  | 公交一公司   | 二七路二七横路             | 连城中路温馨路               |                                        |                    |
| 376路  | 公交二公司   | 长港路新湾一路             | 兆瑞大道生鲜市场             | 和谐大道、塔子湖东路、健美街           |                    |
| 377路  | 公交三公司   | 北盛路曦景路               | 知音大道江汉桥               | 城华路、汉西路、解放大道               |                    |
| 378路  | 公交三公司   | 长丰大道东风村场站         | 长顺路聋哑学校               | 古田路、解放大道、汉西三路             | 夜行线             |
| 379路  | 公交四公司   | 和泰路黄金口岸             | 郑家咀                       | 淘金路、四台路、董家店路               |                    |
| 380路  | 公交光谷公司 | 康魅路流芳消防中队         | 栗庙路江夏藏龙学校           | 高新六路、藏龙大道、栗庙路             | 只在早、晚高峰发车 |
| 381路  | 公交二公司   | 金银湖南街园博园东侧门     | 金银潭大道地铁金银潭站       | 金南一路、环湖路、马池中路             |                    |
| 382路  | 公交六公司   | 武汉火车站                 | 德平路余家头路               | 团结大道、丰福路、北洋桥西路           |                    |
| 383路  | 公交四公司   | 汉阳大道周湾               | 蔷薇路江堤乡新村             | 墨水湖北路、四新北路、芳草六街         |                    |
| 385路  | 公交四公司   | 观湖路松海苑               | 官堤路公交场站               | 太子湖北路、蔷薇路、芳草六街           |                    |
| 386路  | 公交电车公司 | 八一路东湖村               | 楚康路南湖北路               | 卓刀泉南路                             |                    |
| 387路  | 公交经开公司 | 全力一路公交停车场         | 蔷薇路永旺梦乐城             | 珠山湖大道、创业路、车城东路           |                    |
| 389路  | 公交四公司   | 和泰路江北堤防所           | 袁家台                       | 沿河堤                                 |                    |
| 390路  | 公交四公司   | 和泰路黄金口岸             | 汉桥路桃花岛路               | 金色二路、汉阳大道                     |                    |
| 391路  | 公交六公司   | 南干渠街126街              | 冶金大道工业二路             | 友谊大道、建设三路、随州街             |                    |
| 392路  | 公交六公司   | 武汉火车站                 | 惠安路秦园路口               | 欢乐大道、杨园南路                     |                    |
| 393路  | 公交经开公司 | 天鹅湖大道车站街           | 玛瑙四路常福工业园公交停车场 | 知音湖大道、全力北路                   |                    |
| 394路  | 公交经开公司 | 市场路海天汽配城           | 蔷薇路永旺梦乐城             | 东荆河路、车城大道、江城大道           |                    |
| 395路  | 公交经开公司 | 沌口体育中心停车场         | 经开大道小军山社区           | 车城大道、珠山湖大道、枫树三路         |                    |
| 396路  | 公交二公司   | 宏图路海洋世界             | 甲宝山路殷家湾               |                                        |                    |
| 397路  | 公交六公司   | 武东东路船舶园路           | 鼓架小区                     | 东彭路、东彭一路                       | 定时线路           |
| 398路  | 公交经开公司 | 东荆河大道公交停车场       | 长江路地铁老关村站           | 东荆河路、车城大道、江城大道           |                    |
| 399路  | 公交电车公司 | 柏木岭街武汉学院           | 武昌火车站公交场站           | 烽胜路、白沙洲大道                     |                    |

#### 500~599
| 线路号    | 运营公司     | 首站                       | 末站                 | 沿途主要道路                             | 备注           |
| --------- | ------------ | -------------------------- | -------------------- | ---------------------------------------- | -------------- |
| 502路     | 公交六公司   | 黄州街108街坊              | 沿江大道粤汉码头     | 和平大道、长江二桥、沿江大道             |                |
| 503路     | 公交二公司   | 沿江大道青岛路口           | 马湖公交停车场       | 民权路、长江大桥、石牌岭路、珞狮路       |                |
| 505路     | 公交三公司   | 武胜路泰合广场             | 荟聚中心西门         | 园博大道、长丰路、汉西三路               |                |
| 506路     | 公交三公司   | 北盛路曦景路               | 民意一路             | 长丰大道、汉西三路、建设大道、航空路     |                |
| 507路     | 公交二公司   | 罗家嘴公交场站             | 解放大道中山公园     | 中一路、唐家墩路、新华路                 |                |
| 508路     | 公交一公司   | 幸福街百步亭路口           | 工农路舵落口         | 百步亭花园路、解放大道                   | 夜行线         |
| 509路     | 公交一公司   | 堤边路公交场站             | 汉口火车站           | 解放大道、建设大道、青年路               |                |
| 510路     | 公交光谷公司 | 鲇鱼套公交场站             | 关山大道公交场站     | 张之洞路、武珞路、珞喻路、关山大道       |                |
| 511路     | 公交六公司   | 建设十路和平大道口         | 武昌火车站综合体     | 和平大道、中山路                         | 夜行线走向不变 |
| 512路     | 公交二公司   | 新湾三路                   | 汉西一路沿河大道口   | 长青路、建设大道、解放大道               |                |
| 513路     | 公交六公司   | 武汉火车站                 | 珞喻路光谷广场       | 青王路、珞喻东路                         |                |
| 514路     | 公交六公司   | 船厂村                     | 武金堤公路武泰闸     | 和平大道、中山路                         |                |
| 515路     | 公交六公司   | 武东东路船舶园路           | 友谊大道才华街       | 青王路、友谊大道、团结大道               |                |
| 516路     | 公交一公司   | 新生活摩尔城               | 沿江大道江滩足球场   | 后湖大道、后湖五路、解放大道             |                |
| 517路     | 公交四公司   | 王家湾公交停车场           | 官堤路公交场站       | 芳草路、四新北路                         | 夜行线         |
| 518路     | 公交光谷公司 | 武昌火车站综合体           | 光谷四路九峰一路     | 武珞路、珞喻路、珞喻东路、三星巷         | 通宵线         |
| 520路     | 公交四公司   | 汉阳大道周湾               | 黄浦大街分金街       | 解放大道、民主一街、胜利街               |                |
| 521路     | 公交光谷公司 | 中山路凤凰山               | 武汉东站西广场       | 中山路、民主路、武珞路、珞喻路           |                |
| 522路     | 公交一公司   | 新湾路新湾一路             | 洪山侧路茶港小区     | 台北路、武胜路、长江大桥、中南路         |                |
| 523路     | 公交三公司   | 古田二路陈家墩             | 沿江大道科技馆       | 解放大道、中山大道、民族路               |                |
| 524路     | 公交一公司   | 汉新大道公交停车场         | 发展大道红旗建材家居 | 鹦鹉大道、解放大道、解放公园路           |                |
| 525路     | 公交六公司   | 青化路群力村               | 武汉火车站           | 武东东路、武东路、青王路、站前路         | 夜行线走向不变 |
| 526路     | 公交二公司   | 常码头公交停车场           | 沿江大道江滩足球场   | 青年路、京汉大道、胜利街                 |                |
| 527路     | 公交二公司   | 金银潭大道地铁金银潭站     | 沿江大道江滩足球场   | 姑嫂树路、新华路、沿江大道               |                |
| 528路     | 公交三公司   | 丰硕路长顺路               | 解放大道二七路       | 长风路、发展大道、二七路                 |                |
| 530路     | 公交电车公司 | 车家岭停车场               | 车家岭停车场         | 中北路、民主路、和平大道、徐东大街       | 外环、内环     |
| 531路     | 公交三公司   | 解放大道易家墩             | 知音大道汉南四村     | 沿河大道、汉阳大道、晴川大道、汉南路     |                |
| 532路     | 公交一公司   | 汉新大道公交停车场         | 青松路汉口花园       | 马鹦路、汉阳大道、解放大道、江大路       |                |
| 533路     | 公交一公司   | 汉口火车站                 | 民族路集家嘴         | 发展大道、三眼桥路、京汉大道             |                |
| 534路     | 公交二公司   | 金银湖南街园博园东侧门     | 欢乐大道欢乐谷       | 长青路、香港路、长江二桥、徐东大街       |                |
| 535路     | 公交二公司   | 新湾一路长港路口           | 麒麟路桃花岛         | 姑嫂树路、新华路、汉阳大道               |                |
| 536路     | 公交光谷公司 | 珞雄路公交场站             | 九峰三路未来科技城   | 珞喻路、珞喻东路、玉合巷、高新大道       |                |
| 538路     | 公交光谷公司 | 武昌火车站综合体           | 南湖大道茶山刘       | 武珞路、珞喻路、民族大道                 |                |
| 539路     | 公交电车公司 | 黄家湖西路黄家湖           | 和平大道三角路       | 白沙洲大道、张之洞路、和平大道           |                |
| 540路     | 公交六公司   | 武汉火车站                 | 武昌火车站东广场     | 友谊大道、秦园中路、中北路               |                |
| 541路     | 公交三公司   | 长丰大道东风村场站         | 江盛路长江紫都       | 古田四路、汉阳大道、长江大桥、白沙洲大道 |                |
| 542路     | 公交六公司   | 和平大道建设十路           | 知音大道兴月路       | 友谊大道、和平大道、长江大桥、龙灯路     |                |
| 543路     | 公交一公司   | 后湖五路淌湖村             | 恒安路富安街         | 兴业南路、解放公园路、友谊大道、中山路   |                |
| 545路     | 公交六公司   | 欢乐大道欢乐谷             | 汉口火车站           | 仁和路、和平大道、黄浦大街、发展大道     |                |
| 546路     | 公交三公司   | 吴金路公交场站             | 解放大道水厂         | 东吴大道、工农路、解放大道               |                |
| 547路     | 公交四公司   | 蔷薇路江堤乡新村           | 阳新路公交停车场     | 梅林西路、连通港西路、马鹦路、汉阳大道   |                |
| 548路     | 公交三公司   | 长丰大道东风村             | 发展大道红旗建材家居 | 解放大道、胜利街、建设大道               |                |
| 549路     | 公交三公司   | 常码头公交停车场           | 和平大道建二公交场站 | 解放大道、长江二桥、和平大道             |                |
| 550路     | 公交三公司   | 丰茂路长升路               | 沿江大道江滩足球场   | 古田四路、建设大道、黄浦大街             |                |
| 551路     | 公交六公司   | 武汉火车站                 | 解放大道黄浦大街     | 工业四路、和平大道、解放大道             |                |
| 552路     | 公交一公司   | 三眼桥路元辰世纪           | 八一路广八路         | 江大路、黄浦大街、徐东大街、东湖路       |                |
| 553路     | 公交四公司   | 汉阳客运中心停车场         | 江大路九万方         | 墨水湖北路、汉阳大道、京汉大道、香港路   |                |
| 554路     | 公交四公司   | 官堤路公交场站             | 友谊大道沙湖         | 江堤中路、鹦鹉大道、长江大桥             |                |
| 555路     | 公交六公司   | 建设十一路绿水花园         | 兴业路安居路口       | 和平大道、二七路、解放大道               |                |
| 556路     | 公交四公司   | 龙阳大道王家湾             | 熊家咀路熊家咀       | 马鹦路、鹦鹉洲大桥、张之洞路、雄楚大道   |                |
| 558路     | 公交三公司   | 解放大道易家墩             | 汉新大道公交停车场   | 解放大道、沿河大道、鹦鹉大道             |                |
| 559路     | 公交四公司   | 汉新大道公交停车场         | 沿江大道科技馆       | 鹦鹉大道、汉阳大道、沿江大道、三阳路     |                |
| 560路     | 公交三公司   | 朝阳街560公交首末站        | 天门墩路香江新村     | 临空港大道、工农路、解放大道、建设大道   |                |
| 560路区间 | 公交三公司   | 朝阳街560公交首末站        | 工农路舵落口         |                                          |                |
| 561路     | 公交二公司   | 汉口火车站                 | 南湖公交场站         | 新华路、汉阳大道、武昌火车站、恒安路     |                |
| 562路     | 公交经开公司 | 市场路海天汽配城           | 潮海村               |                                          |                |
| 563路     | 公交二公司   | 宏图路海洋世界             | 前进一路六渡桥       | 姑李街、姑嫂树路、台北路                 |                |
| 564路     | 公交电车公司 | 武金堤公路公交场站         | 石牌岭西路雄楚大道   | 武金堤公路、中山路、武珞路、石牌岭路     |                |
| 566路     | 公交电车公司 | 武金堤公路公交场站         | 欢乐大道欢乐谷       | 解放路、公平路、公正路、中北路           |                |
| 567路     | 公交光谷公司 | 珞狮南路华中农大           | 珞狮南路华中农大     | 珞狮路、珞喻路、民族大道、南湖大道       | 内环、外环     |
| 568路     | 公交三公司   | 工农路舵落口               | 后湖大道体育中心     | 古田二路、发展大道、常青五路、后湖大道   |                |
| 570路     | 公交光谷公司 | 武昌火车站东广场           | 玉龙岛花园           | 恒安路、南李路、南湖大道、江夏大道       |                |
| 571路     | 公交电车公司 | 珞狮南路华中农大           | 硚口越秀财富中心     | 恒安路、武昌火车站、张之洞路、中山大道   |                |
| 572路     | 公交光谷公司 | 凤凰山停车场               | 玉龙岛花园           | 临江大道、民主路、八一路、民族大道       |                |
| 573路     | 公交电车公司 | 红庙公交场站               | 雅安街平安路         | 徐东大街、友谊大道、临江大道、南湖路     |                |
| 575路     | 公交一公司   | 余华岭公交场站             | 龙阳湖北路玉龙路     | 金桥大道、唐家墩路、新华路、琴台大道     |                |
| 576路     | 公交电车公司 | 中山路大堤口               | 珞狮南路华中农大     | 民主路、武珞路、珞狮路                   |                |
| 577路     | 公交一公司   | 汉黄路岱家山               | 武昌火车站综合体     | 解放大道、徐东大街、中北路、中南路       |                |
| 578路     | 公交电车公司 | 中山路凤凰山               | 红庙公交场站         | 临江大道、张之洞路、中南路、东湖路       |                |
| 579路     | 公交经开公司 | 沌口体育中心停车场         | 沿江大道四官殿       | 龙阳大道、琴台大道、沿河大道             |                |
| 580路     | 公交四公司   | 官堤路公交场站             | 王家湾公交停车场     | 鹦鹉大道、马鹦路、墨水湖北路             |                |
| 581路     | 公交一公司   | 沙湖港北路地铁罗家港站     | 民族路集家嘴         | 中山大道、京汉大道、徐东大街、杨园南路   |                |
| 582路     | 公交一公司   | 发展大道红旗建材家居       | 和平大道三层楼       | 二七路、解放大道、和平大道               |                |
| 583路     | 公交一公司   | 二七路二七横路             | 龙城西路             | 秦园中路、中北路、珞喻路、民族大道       | 夜行线         |
| 584路     | 公交二公司   | 春兰街塔子湖西路           | 中山大道硚口         | 红旗渠路、常青路、青年路                 |                |
| 585路     | 公交四公司   | 万家湖路科技园             | 武胜路泰合广场       | 东风大道、芳草路、汉阳大道               |                |
| 586路     | 公交光谷公司 | 城花中心                   | 珞珈山路劝业场       | 软件园路、南湖大道、雄楚大道、珞狮路     |                |
| 587路     | 公交电车公司 | 八一路东湖村               | 野芷湖南路野芷湖西路 | 洪山侧路、丁字桥路、恒安路、南李路       |                |
| 588路     | 公交六公司   | 团结大道地铁仁和路站       | 三阳路中山大道       | 建设三路、和平大道、中山大道             |                |
| 589路     | 公交三公司   | 张柏路公交场站             | 王家湾公交停车场     | 金山大道、古田二路、解放大道             |                |
| 590路     | 公交光谷公司 | 野芷湖西路保利心语公交场站 | 民族大道光谷广场     | 南湖大道                                 |                |
| 591路     | 公交光谷公司 | 珞狮南路华中农大           | 武汉东站东广场       | 珞狮路、珞喻路、珞喻东路、光谷创业街     | 夜行线         |
| 592路     | 公交一公司   | 堤边路游湖                 | 京汉大道武商路       | 后湖大道、兴业路、三眼桥路、江汉北路     |                |
| 593路     | 公交电车公司 | 万科金色城市公交场站       | 武珞路街道口         | 白沙五路、白沙洲大道、中山路、武珞路     | 夜行线         |
| 594路     | 公交六公司   | 团结大道地铁工业四路站     | 青山镇码头           | 工业四路、沿港路、和平大道               | 定点线路       |
| 596路     | 公交四公司   | 龙阳湖东路陶家岭路         | 卓刀泉南路省肿瘤医院 | 汉阳大道、武珞路                         |                |
| 596路区间 | 公交四公司   | 龙阳湖东路陶家岭路         | 知音湖大道花博汇     |                                          |                |
| 597路     | 公交四公司   | 观湖路公交停车场           | 太平洋路海宁路       | 创业路、东风大道、龙阳湖东路、汉西路     |                |
| 598路     | 公交二公司   | 黄塘湖停车场               | 中山大道三阳路       | 姑嫂树路、后湖大道、黄孝河路、澳门路     |                |

#### 600~699
| 线路号 | 运营公司     | 首站                                | 末站                          | 沿途主要道路                                                                                           | 备注                |
| ------ | ------------ | ----------------------------------- | ----------------------------- | --- | ------------------- |
| 601路  | 公交二公司   | 常青五路杨汊湖小区                  | 红庙公交场站                  | 姑嫂树路、新华路、沿江大道、徐东大街                                                                   |                     |
| 602路  | 公交三公司   | 建设大道双墩                        | 金银湖公交枢纽站              | 古田四路、古田二路、金银湖路、马池路                                                                   |                     |
| 603路  | 公交二公司   | 金珠路碧海花园路                    | 利济南路汉正街                | 金山大道、常青路、青年路、武胜路                                                                       |                     |
| 604路  | 公交二公司   | 常青公交枢纽站                      | 青年路地铁青年路站            | 常青北路、红旗渠路、唐家墩路、新华路                                                                   |                     |
| 605路  | 公交三公司   | 金银湖路翠堤春晓                    | 解放大道永清街                | 发展大道、新华路、解放大道、徐东大街                                                                   |                     |
| 606路  | 公交电车公司 | 洪山侧路茶港小区                    | 沿江大道四官殿                | 民主路、和平大道、解放大道、沿江大道                                                                   |                     |
| 607路  | 公交四公司   | 龙阳湖北路玉龙路                    | 健康路和平大道                | 汉阳大道、解放路、和平大道                                                                             |                     |
| 608路  | 公交一公司   | 发展大道红旗建材家居                | 马鹦路邓甲村                  | 澳门路、中山大道、汉阳大道、动物园路                                                                   |                     |
| 610路  | 公交六公司   | 武汉火车站                          | 汉口火车站 解放大道解放公园   | 友谊大道、解放大道、澳门路、新华路 友谊大道、和平大道、黄浦大街、发展大道 友谊大道、和平大道、解放大道 | 通宵线 区间，夜行线 |
| 613路  | 公交电车公司 | 保利公园九里公交场站                | 珞喻路卓刀泉                  | 恒安路、石牌岭路、武珞路                                                                               |                     |
| 615路  | 公交三公司   | 古田二路陈家墩                      | 京汉大道黄石路                | 解放大道、汉西一路、建设大道                                                                           |                     |
| 616路  | 公交六公司   | 戴家巷公交场站                      | 徐东大街地铁徐东站            | 沿港路、北洋桥路                                                                                       |                     |
| 617路  | 公交六公司   | 船厂村                              | 沙湖港北路地铁罗家港站        | 和平大道、园林路                                                                                       |                     |
| 618路  | 公交六公司   | 北洋桥西路园林路                    | 康福路楚康路                  | 团结大道、杨园南路、中北路、卓刀泉南路                                                                 |                     |
| 620路  | 公交二公司   | 金银湖南街园博园东侧门              | 汉黄路岱家山                  | 常青五路、后湖大道                                                                                     |                     |
| 621路  | 公交一公司   | 硚口越秀财富中心                    | 黄狮海北路沿海赛洛城公交场站  | 兴业路、建设大道、解放大道、二雅路                                                                     |                     |
| 622路  | 公交一公司   | 百步亭路新生活摩尔城                | 江堤中路太山村                | 百步亭花园路、解放大道、京汉大道                                                                       |                     |
| 623路  | 公交一公司   | 堤边路游湖                          | 金银潭大道地铁金银潭站        | 解放大道、兴业路、姑嫂树路                                                                             |                     |
| 625路  | 公交电车公司 | 保利公园九里公交场站                | 植物园路武汉植物园            | 建安街、雄楚大道、虎泉街、鲁磨路                                                                       |                     |
| 627路  | 公交一公司   | 中环商贸城                          | 车家岭停车场                  | 金桥大道、黄浦大街、徐东大街、中北路                                                                   |                     |
| 628路  | 公交二公司   | 泛海城市广场                        | 健身路武汉市民之家            | 淮海路、常青路、常青五路、后湖大道                                                                     |                     |
| 629路  | 公交一公司   | 硚口越秀财富中心                    | 后湖五路淌湖二村              | 淮海路、常青路、常青五路、后湖大道                                                                     |                     |
| 632路  | 公交电车公司 | 长江村公交场站                      | 文荟街珞狮路                  | 白沙四路、白沙三路、白沙洲大道、雄楚大道                                                               |                     |
| 634路  | 公交一公司   | 后湖大道地铁新荣客运站              | 武汉火车站                    | 谌家矶大道、沿港路、工业四路、友谊大道                                                                 |                     |
| 636路  | 公交电车公司 | 长江村公交场站                      | 中南路中南二路                | 白沙四路、白沙三路、白沙洲大道、中山路                                                                 |                     |
| 637路  | 公交四公司   | 蔷薇路江堤乡新村                    | 华园路知音大道口              | 芳草六街、四新北路、江堤中路、汉阳大道                                                                 |                     |
| 638路  | 公交江夏公司 | 豹子山公交停车场                    | 中山路武昌火车站              | 白沙洲大道、黄家湖西路                                                                                 |                     |
| 639路  | 公交经开公司 | 蔷薇路永旺梦乐城                    | 观湖路公交停车场              | |                     |
| 643路  | 公交六公司   | 武汉火车站                          | 落雁路雁中咀                  | 站前路、青王路、落雁路                                                                                 |                     |
| 646路  | 公交四公司   | 阳新路公交停车场                    | 紫华路园博园南门              | 马鹦路、墨水湖北路、汉西三路                                                                           |                     |
| 649路  | 公交四公司   | 什湖路公交场站 琴台大道琴断口       | 解放大道太平洋 解放大道循礼门 | 黄金口大道、琴台大道 汉阳大道、解放大道                                                                | 夜行线              |
| 650路  | 公交经开公司 | 蔷薇路公交停车场                    | 观湖路公交停车场              | 四新南路、博研路、神龙大道                                                                             |                     |
| 651路  | 公交经开公司 | 凤凰苑公交停车场                    | 观湖路公交停车场              | |                     |
| 653路  | 公交四公司   | 汉城路公交停车场                    | 华中城建材物流大市场          | |                     |
| 654路  | 公交四公司   | 琴台大道琴断口                      | 汉阳造纸厂                    | 龙阳大道、东风大道、创业路、沌口大道                                                                   |                     |
| 656路  | 公交经开公司 | 沌口体育中心停车场                  | 九康大道常寿大道              | 沌阳大道、珠山湖大道、东风大道                                                                         |                     |
| 657路  | 公交三公司   | 长升路丰逸路 环湖路地铁金银湖公园站 | 径河路远洋世界                | 古田二路、金银湖路、环湖路、径河路 环湖路、柏环一路、径河路                                            | 夜行线              |
| 658路  | 公交四公司   | 阳新路公交停车场                    | 沌口路黄家湾                  | 鹦鹉大道、马鹦路、江堤中路、万家湖路                                                                   |                     |
| 671路  | 公交一公司   | 二七路二七横路                      | 二七路公交场站                | | 单环线              |
| 672路  | 公交一公司   | 后湖大道体育中心                    | 中环商贸城                    | |                     |
| 673路  | 公交四公司   | 二七路二七横路                      | 二七路二七横路                | |                     |
| 675路  | 公交一公司   | 泛海城市广场                        | 泛海城市广场                  | |                     |
| 678路  | 公交二公司   | 园博园东路园博园东门                | 城华路华润翡翠城              | |                     |
| 679路  | 公交三公司   | 北盛路曦景路                        | 古田三路解放大道口            | |                     |
| 680路  | 公交四公司   | 连通港西路汉阳福利院                | 连通港西路汉阳福利院          | | 环线                |
| 681路  | 公交四公司   | 四新北路连通港西路                  | 四新北路连通港西路            | |                     |
| 682路  | 公交光谷公司 | 楚平路武汉光谷职业学院              | 鲁磨路光谷广场                | |                     |
| 683路  | 公交光谷公司 | 九峰一路东湖高新政务中心            | 佛祖岭三路高新六路            | |                     |
| 685路  | 公交六公司   | 徐东大街地铁徐东站                  | 团结大道地铁仁和路站          | |                     |
| 686路  | 公交二公司   | 宜居路康居路                        | 宜居路康居路                  | |                     |
| 687路  | 公交电车公司 | 保利公园九里公交场站                | 白沙三路光霞路口              | |                     |
| 690路  | 公交电车公司 | 武咸西辅路书院世家                  | 南郊小路                      | |                     |
| 691路  | 公交电车公司 | 武金堤公路公交场站                  | 文祥街地铁文昌路站            | |                     |

#### 700~799
| 线路号 | 运营公司     | 首站                                | 末站                                             | 沿途主要道路                                            | 备注                   |
| ------ | ------------ | ----------------------------------- | ------------------------------------------------ | ------------------------------------------------------- | ---------------------- |
| 701路  | 公交三公司   | 紫华路园博园南门                    | 环湖路东湖                                       | 汉西三路、解放大道、武珞路、东湖路                      |                        |
| 702路  | 公交六公司   | 和平大道建设二路                    | 珞喻东路油篓口                                   | 徐东大街、中北路、珞喻路、珞喻东路                      |                        |
| 703路  | 公交二公司   | 汉口火车站                          | 珞喻东路高坡店 珞喻路鲁巷                        | 青年路、武珞路、珞喻路、珞喻东路 青年路、武珞路、珞喻路 | 通宵线                 |
| 704路  | 公交二公司   | 康居五路学府北路                    | 汉新大道公交停车场                               | 常青北路、常青路、青年路、鹦鹉大道                      |                        |
| 705路  | 公交二公司   | 长港路新湾四路                      | 麒麟路桃花岛                                     | 姑嫂树路、新华路、汉阳大道                              |                        |
| 706路  | 公交一公司   | 中环商贸城                          | 武昌火车站东广场                                 | 金桥大道、三眼桥路、解放大道、张之洞路                  |                        |
| 707路  | 公交四公司   | 蔷薇路公交停车场                    | 百步亭花园路百步华庭                             | 汉阳大道、武胜路、胜利街、解放大道                      |                        |
| 708路  | 公交四公司   | 汉阳客运中心停车场                  | 沿河大道永宁巷                                   | 龙阳大道、墨水湖北路、汉阳大道                          |                        |
| 709路  | 公交六公司   | 园林路北洋桥西路                    | 鲁磨路南望山                                     | 徐东大街、东湖路、八一路、珞喻路                        |                        |
| 710路  | 公交三公司   | 常码头公交停车场                    | 鹦鹉大道红色广场                                 | 琴台大道、汉阳大道                                      |                        |
| 711路  | 公交二公司   | 动物园路公交停车场                  | 罗家嘴公交场站                                   | 汉阳大道、中山大道、澳门路、三眼桥路                    |                        |
| 712路  | 公交三公司   | 天顺园公交场站                      | 东亭路翠柳街                                     | 古田四路、解放大道、徐东大街                            |                        |
| 713路  | 公交二公司   | 常青公交枢纽站                      | 七雄路地铁码头潭公园站                           | 学府北路、环湖路、环湖中路、吴中街                      |                        |
| 715路  | 公交光谷公司 | 东山公交场站                        | 友谊大道沙湖                                     | 关山大道、雄楚大道、珞喻路、武珞路                      |                        |
| 716路  | 公交一公司   | 新生活摩尔城                        | 解放大道中山公园 解放大道武展                    | 后湖大道、黄孝河路、澳门路、解放大道                    |                        |
| 717路  | 公交一公司   | 百步亭路十大家                      | 武金堤公路武泰闸                                 | 百步亭花园路、和平大道、粮道街、张之洞路                |                        |
| 718路  | 公交光谷公司 | 环岛路栗庙社区                      | 珞喻路光谷广场                                   | 杨桥湖大道、光谷大道                                    |                        |
| 720路  | 公交二公司   | 常青公交枢纽站                      | 百合街赫山路                                     | 常青路、青年路、解放大道、汉阳大道                      |                        |
| 721路  | 公交三公司   | 常青公交枢纽站                      | 沿江大道科技馆                                   | 常青路、青年路、民族路                                  |                        |
| 722路  | 公交三公司   | 九通路公交场站                      | 龙阳湖东路陶家岭路                               | 东西湖大道、工农路、解放大道、龙阳大道                  |                        |
| 723路  | 公交电车公司 | 团结大道公交停车场                  | 浅水湾路方家嘴                                   | 中北路、石牌岭路、雄楚大道                              |                        |
| 724路  | 公交二公司   | 常青公交枢纽站                      | 珞珈山路劝业场                                   | 发展大道、解放公园路、徐东大街、中北路                  |                        |
| 725路  | 公交六公司   | 团结大道公交停车场                  | 春兰街跃进嘉园                                   | 和平大道、二七路、发展大道、中一路                      |                        |
| 726路  | 公交二公司   | 梦湖路梦湖香郡                      | 武胜路江汉桥                                     | 姑嫂树路、香港路、解放大道                              |                        |
| 727路  | 公交一公司   | 堤边路游湖                          | 武胜路江汉桥 武胜路家乐福                        | 解放大道、中山大道、胜利街                              |                        |
| 728路  | 公交四公司   | 邓甲村停车场                        | 熊家咀路熊家咀                                   | 鹦鹉大道、武珞路、卓刀泉南路、雄楚大道                  |                        |
| 729路  | 公交三公司   | 新湾二路新湾路                      | 车家岭停车场                                     | 常青五路、江大路、和平大道、民主路                      |                        |
| 730路  | 公交二公司   | 汉口火车站                          | 环湖七路奥林路                                   | 金南一路、金山大道、环湖路                              |                        |
| 732路  | 公交光谷公司 | 金龙大街藏龙二桥                    | 民族大道光谷广场                                 | 藏龙大道、华师园路、民族大道                            |                        |
| 733路  | 公交光谷公司 | 东山公交场站                        | 玉龙岛花园                                       | 渔帆路、华师园路、江夏大道                              |                        |
| 734路  | 公交六公司   | 欢乐大道欢乐谷                      | 和平大道地铁积玉桥站                             | 团结大道                                                |                        |
| 735路  | 公交四公司   | 和泰路黄金口岸                      | 汉阳大道好美家                                   | 琴台大道                                                |                        |
| 736路  | 公交三公司   | 金北一路地铁三店站                  | 汉口火车站                                       | 东西湖大道、长丰大道                                    |                        |
| 737路  | 公交三公司   | 黄狮海北路沿海赛洛城公交场站        | 沿江大道科技馆                                   | 三店中路、工农路、解放大道、沿河大道                    |                        |
| 738路  | 公交光谷公司 | 玉林街孟新路                        | 楚康路南湖北路                                   | 光谷创业街、雄楚大道                                    |                        |
| 739路  | 公交光谷公司 | 珞雄路公交场站                      | 水蓝郡                                           | 民族大道、水蓝路                                        |                        |
| 740路  | 公交四公司   | 仙女山路琴断口南岸                  | 桥机路夹河路                                     | 琴台大道、鹦鹉大道                                      |                        |
| 741路  | 公交三公司   | 台中一路临空港青年城                | 发展大道汉口火车站                               | 团结街、革新大道、工农路、解放大道                      |                        |
| 750路  | 公交光谷公司 | 碧桂园公交场站                      | 高新大道光谷同济医院                             | 花城大道、大长山路、森林大道                            |                        |
| 751路  | 公交光谷公司 | 东山公交场站                        | 东湖保税区公交场站                               | 武大园路、流芳园南路                                    | 定点线路，每天对开11班 |
| 753路  | 公交光谷公司 | 光谷七路公交场站                    | 科技二路左岭中学                                 | 科技二路                                                |                        |
| 755路  | 公交光谷公司 | 金龙大街藏龙二桥                    | 珞喻路光谷广场                                   | 藏龙大道、关山大道                                      |                        |
| 756路  | 公交光谷公司 | 鲁磨路光谷广场                      | 高新二路佛祖岭一路                               | 关山大道、光谷创业街、光谷一路 关山大道、光谷一路       | 夜行线                 |
| 757路  | 公交光谷公司 | 佛祖岭三路高新六路                  | 民族大道光谷广场                                 | 高新四路、光谷大道、关山大道                            |                        |
| 758路  | 公交光谷公司 | 栗庙南路美院南门                    | 民族大道光谷广场 高新六路佛祖岭                  | 杨桥湖大道、高新六路、光谷大道 杨桥湖大道               |                        |
| 759路  | 公交光谷公司 | 珞雄路公交场站                      | 武汉工程大学流芳校区                             | 软件园路、光谷大道、金融港四路                          |                        |
| 760路  | 公交四公司   | 知音湖大道花博汇 天鹅湖大道南湖社区 | 江城大道曹家湾 汉阳大道五里墩 沌口体育中心停车场 | 天鹅湖大道、三角湖路、太子湖北路 天鹅湖大道、三角湖路   | 夜行线                 |
| 769路  | 公交经开公司 | 东荆河大道公交停车场                | 海宁皮革城公交停车场                             | 创业路、体育路、四新路                                  |                        |
| 777路  | 公交电车公司 | 野芷湖西路保利心语公交场站          | 欢乐大道危家湾                                   | 珞狮路、雄楚大道、友谊大道、秦园路                      |                        |
| 780路  | 公交三公司   | 黄塘湖停车场                        | 汉西一路                                         | 姑嫂树路、发展大道、汉西路                              |                        |
| 781路  | 公交光谷公司 | 栗庙南路美院南门                    | 珞瑜东路大黄村                                   | 杨桥湖大道、光谷一路                                    |                        |
| 782路  | 公交六公司   | 武丰一路红港三村                    | 中北路车家岭                                     | 红钢二街、沿港路、仁和路、欢乐大道                      |                        |
| 785路  | 公交光谷公司 | 环岛路栗庙社区                      | 楚平路武汉光谷职业学院                           | 流芳大道、光谷一路、武大园路、南湖大道                  |                        |
| 787路  | 公交光谷公司 | 关山大道公交场站                    | 高新大道光谷公共服务中心                         | 光谷大道、高新四路、流芳园横路                          |                        |
| 788路  | 公交光谷公司 | 珞雄路公交场站                      | 光谷一路流芳园南路                               | 雄楚大道、光谷大道                                      |                        |
| 789路  | 公交光谷公司 | 流芳大道康魅路                      | 华师园路周店四路                                 | 光谷二路、高新六路、武大园路、南湖大道                  |                        |
| 790路  | 公交一公司   | 堤角前街公交场站                    | 园博园东路园博园东门                             | 解放大道、二七路、发展大道、红旗渠路                    |                        |
| 791路  | 公交四公司   | 龙阳湖东路陶家岭路                  | 园博园西路园博园南门                             | 琴台大道、古田二路                                      |                        |
| 792路  | 公交三公司   | 常青公交枢纽站                      | 芸聚中心南门                                     | 常青北路、古田二路、工农路                              |                        |
| 793路  | 公交三公司   | 百步亭花园路百步华庭                | 民族路集家嘴                                     | 解放大道、胜利街、沿江大道                              |                        |
| 795路  | 公交六公司   | 建设十路公交停车场                  | 紫沙路小龟山路                                   | 友谊大道                                                |                        |
| 796路  | 公交二公司   | 新湾二路新湾路                      | 长安路古箫路                                     | 姑嫂树路、发展大道                                      |                        |
| 797路  | 公交电车公司 | 富安街恒安路                        | 武珞路阅马场                                     | 文馨街、书城路、石牌岭路                                |                        |

#### 800~899 (全部为通恒公司所有)
| 线路号 | 运营公司 | 首站                 | 末站                 | 沿途主要道路                           | 备注 |
| ------ | -------- | -------------------- | -------------------- | -------------------------------------- | ---- |
| 801路  | 通恒公司 | 春兰街塔子湖西路     | 麒麟路桃花岛         |                                        |      |
| 803路  | 通恒公司 | 龙阳大道客运中心     | 常青路民航新村       | 汉阳大道、新华路、红旗渠路             |      |
| 804路  | 通恒公司 | 罗家港路余家头路     | 南湖路江南村         | 和平大道、武珞路、雄楚大道、文治街     |      |
| 805路  | 通恒公司 | 春兰街塔子湖西路     | 园林路北洋桥西路     | 后湖大道、黄孝河路、解放公园路         |      |
| 806路  | 通恒公司 | 古田路古音路         | 文祥街地铁文昌路站   | 解放大道、武胜路、中山路、丁字桥路     |      |
| 807路  | 通恒公司 | 沿港路冶金一街       | 常飞街发展大道口     | 解放大道、和平大道、黄州街             |      |
| 808路  | 通恒公司 | 麒麟路桃花岛         | 建设大道武汉晚报     | 解放大道                               |      |
| 809路  | 通恒公司 | 百步亭路十大家       | 园博园西路园博园南门 | 解放大道、发展大道、黄孝河路、新华路   |      |
| 810路  | 通恒公司 | 欢乐大道危家湾       | 华丽环保工业园       | 东湖路、八一路、珞喻路、民族大道       |      |
| 811路  | 通恒公司 | 园林路北洋桥西路     | 华师园路周店路       | 友谊大道、石牌岭路、雄楚大道、民族大道 |      |
| 812路  | 通恒公司 | 麒麟路桃花岛         | 健美街华岭路         | 建设大道、新华路、后湖大道             |      |
| 817路  | 通恒公司 | 南湖大道湖北工业大学 | 友谊大道才华街       | 书城路、珞狮路、公正路、友谊大道       |      |

#### 900~999 (主要为江夏公司所有)
| 线路号 | 运营公司     | 首站                 | 末站                   | 沿途主要道路                         | 备注     |
| ------ | ------------ | -------------------- | ---------------------- | ------------------------------------ | -------- |
| 901路  | 公交江夏公司 | 西交路公交停车场     | 中山路武昌火车站       | 武昌大道、文化大道、南湖大道、恒安路 |          |
| 902路  | 公交江夏公司 | 西交路公交停车场     | 民族大道光谷广场       | 江夏大道、阳光大道                   |          |
| 903路  | 公交江夏公司 | 江夏大道公交停车场   | 珞喻路光谷广场         | 江夏大道、大学园路、关山大道         |          |
| 905路  | 公交江夏公司 | 兴新街公交停车场     | 珞喻路广埠屯           | 文化大道、珞狮路                     |          |
| 906路  | 公交江夏公司 | 盐坊湾公交停车场     | 武昌火车站公交场站     | 纸金路、107国道、白沙洲大道          |          |
| 907路  | 公交江夏公司 | 豹澥公交停车场       | 高新六路光谷一路       | 高新二路、高新六路                   |          |
| 908路  | 公交江夏公司 | 江夏大道公交停车场   | 武昌火车站公交场站     | 文化大道、珞狮路、书城路、雄楚大道   |          |
| 909路  | 公交光谷公司 | 梧桐湖新区凤凰苑     | 高新六路佛祖岭         | 凤莲大道、光谷一路                   | 跨市公交 |
| 910路  | 公交江夏公司 | 白沙洲大道中医药大学 | 金水闸                 |                                      |          |
| 912路  | 公交江夏公司 | 界北路五里界停车场   | 大学园路化徐村         | 江夏大道                             |          |
| 913路  | 公交光谷公司 | 豹澥停车场           | 珞喻路光谷广场         | 神墩三路、高新大道、光谷一路、创业街 |          |
| 915路  | 公交江夏公司 | 界北路五里界停车场   | 光谷大道金融港         | 江夏大道、大学园路                   |          |
| 916路  | 公交江夏公司 | 柏木岭街武汉学院     | 临江大道平湖门         | 南李路、南湖路、中山路、粮道街       |          |
| 917路  | 公交江夏公司 | 山湖路中车集团       | 柏木岭街武汉学院       | 红花路                               |          |
| 918路  | 公交江夏公司 | 沙羡街齐心社区还建区 | 柏木岭街武汉学院       | 文化大道、白沙洲大道                 | 定点线路 |
| 919路  | 公交江夏公司 | 江夏大道公交停车场   | 武金堤公路中山舰博物馆 | 金龙大街                             |          |
| 920路  | 公交江夏公司 | 界北路五里界停车场   | 梁子湖大道北咀龙湾     |                                      |          |
| 921路  | 公交江夏公司 | 界北路五里界停车场   | 李家店路上土库咀       |                                      |          |
| 922路  | 公交光谷公司 | 龙泉街晴川(珞珈)学院 | 高新六路佛祖岭         | 光谷三路、高新六路                   |          |
| 923路  | 公交江夏公司 | 界北路五里界停车场   | 兴龙街龙泉             | 南环线、凤莲大道                     |          |
| 925路  | 公交江夏公司 | 界北路五里界停车场   | 陈青路罗立村           | 五大路                               |          |
| 926路  | 公交江夏公司 | 新街城际铁路纸坊东站 | 高新六路佛祖岭一路     |                                      |          |
| 927路  | 公交江夏公司 | 界北路五里界停车场   | 西交路公交停车场       | 纸坊大街                             |          |
| 928路  | 公交江夏公司 | 金水闸               | 文化大道地铁纸坊大街站 | 金岭路、纸金路、纸坊大街             |          |
| 929路  | 公交江夏公司 | 中州路中洲大学城     | 文化大道联投广场       |                                      |          |
| 930路  | 公交江夏公司 | 豹子山公交停车场     | 华中城建材物流大市场   |                                      |          |

### 旅游线路
| 线路号       | 运营公司     | 首站             | 末站             | 沿途主要道路                           | 备注       |
| ------------ | ------------ | ---------------- | ---------------- | -------------------------------------- | ---------- |
| 401路        | 公交四公司   | 夹河路公交停车场 | 鲁磨路磨山       | 鹦鹉大道、武珞路、珞喻路               |            |
| 402路        | 公交电车公司 | 武昌火车站综合体 | 鲁磨路磨山       | 中山大道、胜利街、徐东大街、东湖路     |            |
| 405路        | 公交光谷公司 | 流芳路康魅路     | 民族大道光谷广场 | 高新六路、藏龙大道、武大园路、关山大道 |            |
| 407路        | 公交六公司   | 青化路群力村     | 张公山寨风景区   | 胜英路                                 |            |
| 408路        | 公交一公司   | 二七路二七横路   | 二七路二七横路   | 沿江大道、沿河大道、中山大道、解放大道 | 内环、外环 |
| 411路        | 公交二公司   | 汉口火车站       | 红庙公交场站     | 建设大道、武珞路、中南路、东湖路       |            |
| 413路        | 公交四公司   | 汉桥路桃花岛路   | 鲁磨路磨山       | 动物园路、武珞路、八一路               |            |
| 动物园循环线 | 公交三公司   | 邓甲村停车场     | 马鹦路邓甲村     | 汉阳大道、鹦鹉大道、马鹦路             |            |

### 郊线车

#### 100以内
| 线路号   | 运营公司     | 首站               | 末站                 | 沿途主要道路                 | 备注 |
| -------- | ------------ | ------------------ | -------------------- | ---------------------------- | ---- |
| 18路     | 公交光谷公司 | 珞雄路公交场站     | 碧桂园公交场站       | 森林大道、土吴路、大长山路   |      |
| 25路     | 公交光谷公司 | 鲁磨路光谷广场     | 上街村               | 森林大道、高新大道、左岭大道 |      |
| 26路     | 公交四公司   | 新天大道铁铺       | 阳新路公交停车场     | 汉阳大道                     |      |
| 28路     | 公交光谷公司 | 珞雄路公交场站     | 花福街橘园           |                              |      |
| 34路     | 公交电车公司 | 友谊大道沙湖       | 丽水南路东澜岸       | 白沙洲大道、黄家湖西路       |      |
| 34路区间 | 公交电车公司 | 丽水南路东澜岸     | 武咸西辅路书院世家   |                              |      |
| 40路     | 公交六公司   | 建设十路和平大道口 | 八吉府大街临江大道口 | 工人村路、21号公路、焦沙公路 |      |
| 47路     | 公交二公司   | 银柏路径河板桥村   | 长港路新湾一路       | 金银潭大道、马池路、环湖路   |      |
| 71路     | 公交二公司   | 金银湖公交枢纽站   | 长丰大道常码头       |                              |      |
| 72路     | 公交光谷公司 | 南湖公交场站       | 鲁磨路南望山         | 南湖大道、珞狮路、珞喻路     |      |
| 74路     | 公交光谷公司 | 南湖公交场站       | 南湖公交场站         | 野芷湖南路、武南路           |      |

#### 201~299
| 线路号    | 运营公司               | 首站                     | 末站                               | 沿途主要道路                         | 备注             |
| --------- | ---------------------- | ------------------------ | ---------------------------------- | ------------------------------------ | ---------------- |
| 201路     | 公交六公司             | 青化路努力村             | 园林路怡江苑                       | 青王路、冶金大道、和平大道           |                  |
| 202路     | 公交经开公司           | 珠山湖大道海天汽配城     | 武昌火车站公交场站                 | 东风大道、太子湖北路、白沙洲大道     |                  |
| 205路     | 公交四公司             | 奓山街联村工业园停车场   | 沌口体育中心停车场                 | 东风大道                             |                  |
| 207路     | 公交二公司             | 环湖路公交场站           | 台北路天门墩                       |                                      |                  |
| 208路     | 公交四公司             | 潮海村                   | 建设大道韦家桑园                   | 三角湖路、龙阳大道、解放大道         |                  |
| 211路     | 公交一公司             | 兴盛路湖大知行学院       | 二七路二七横路                     | 解放大道                             |                  |
| 212路     | 公交一公司             | 胜海大道江大文理学院     | 民族路集家嘴                       |                                      |                  |
| 213路     | 公交四公司             | 天鹅湖大道大集           | 沌口体育中心停车场                 |                                      |                  |
| 214路     | 公交四公司             | 侏儒山榨坊公交场站       | 千洪公路洪北管委会 洪北弯湖村      |                                      | 早晚各一班       |
| 215路     | 公交六公司             | 青化路群力村             | 园林路钢都花园                     | 21号公路、工人村路、沿港路、友谊大道 |                  |
| 216路     | 公交三公司             | 七雄路地铁码头潭公园站   | 宏图路海洋世界                     | 金山大道                             |                  |
| 217路     | 公交三公司             | 金银潭大道地铁金银潭站   | 景德寺                             | 银柏路                               |                  |
| 218路     | 公交四公司             | 消泗停车场               | 罗汉村                             |                                      |                  |
| 220路     | 公交四公司             | 永安大街代家庄           | 杨新村                             |                                      | 早晚各一班       |
| 222路     | 公交四公司             | 侏儒山公交场站           | 石山堡停车场                       |                                      |                  |
| 223路     | 公交四公司             | 永安大街代家庄           | 永桐公路桐湖停车场                 |                                      |                  |
| 224路     | 公交四公司             | 侏儒山公交场站           | 消泗停车场                         |                                      |                  |
| 225路     | 公交四公司             | 常禄大街福兴社区         | 永桐公路桐湖停车场                 |                                      |                  |
| 226路     | 公交四公司             | 蔡甸大街交通运输局       | 105省道官桥村                      |                                      |                  |
| 227路     | 公交四公司             | 蔡甸大街交通运输局       | 侏儒山榨坊公交场站                 |                                      |                  |
| 228路     | 公交一公司             | 汉口北大道地铁汉口北站   | 横店大道粮库                       | 318国道、前进大街                    |                  |
| 229路     | 公交二公司             | 汤云海路巢上城           | 黄浦大街分金街                     | 巨龙大道                             |                  |
| 230路     | 公交一公司             | 新生活摩尔城             | 新十公路滠口中学                   | 汉黄路、民生堤、滠阳大道、汉口北大道 |                  |
| 230路区间 | 公交一公司             | 后湖大道地铁新荣客运站   | 汉口北大道地铁汉口北站             |                                      |                  |
| 231路     | 公交六公司             | 青化路群力村             | 平江大道阳逻客运站                 | 福银高速                             |                  |
| 232路     | 公交一公司             | 平江大道阳逻客运站       | 后湖大道新荣村客运站               | 汉施公路                             |                  |
| 234路     | 公交四公司             | 消泗停车场               | 百曲公路杨庄村                     |                                      |                  |
| 248路     | 公交一公司             | 民族路集家嘴             | 汉口北大道汉口北                   |                                      |                  |
| 251路     | 公交经开公司           | 薇湖西路公交停车场       | 周家河                             |                                      |                  |
| 253路     | 公交一公司             | 黄武公路七会村           | 堤边路游湖                         | 汉口北大道、发展路                   |                  |
| 254路     | 公交四公司             | 常禄大街福兴社区         | 奓山三羊村                         |                                      |                  |
| 256路     | 公交四公司             | 侏儒山公交场站           | 成功集镇停车场                     |                                      |                  |
| 257路     | 公交四公司             | 永安大街代家庄           | 世城村                             |                                      | 早晚各一班       |
| 259路     | 公交四公司             | 新天大道铁铺             | 解放大道航空路                     | 汉阳大道、沿河大道                   |                  |
| 261路     | 公交经开公司           | 沌口体育中心停车场       | 大军山                             | 珠山湖大道、黄薛路坛山、101省道      |                  |
| 262路     | 公交经开公司           | 九康大道康湾一街         | 蔡甸大街地铁新庙村站               | 通城大道                             |                  |
| 263路     | 公交四公司             | 常福大街奓山新社区       | 观湖路松海苑                       |                                      |                  |
| 264路     | 公交四公司             | 双林村                   | 张湾街同心垸村委会                 |                                      |                  |
| 265路     | 公交一公司             | 堤角前街公交场站         | 河清街                             | 巨龙大道、川龙大道                   |                  |
| 266路     | 公交四公司             | 蔡甸大街地铁新庙村站     | 罗七路代李湾                       | 新天大道                             |                  |
| 267路     | 公交经开公司           | 观湖路公交停车场         | 蔡甸大街地铁新庙村站               | 天鹅湖大道                           |                  |
| 268路     | 公交四公司             | 蔡甸大街地铁新庙村站     | 长江大学                           |                                      |                  |
| 269路     | 公交四公司             | 蔡甸大街地铁新庙村站     | 知音湖大道花博汇                   |                                      |                  |
| 271路     | 公交经开公司           | 薇湖路公交停车场         | 沌口体育中心停车场                 |                                      |                  |
| 272路     | 公交经开公司           | 薇湖路公交停车场         | 沌口体育中心停车场                 |                                      |                  |
| 273路     | 公交经开公司           | 薇湖路公交停车场         | 马鹦路邓甲村                       |                                      |                  |
| 274路     | 公交四公司             | 蔡甸大街交通运输局       | 张湾街同心垸村委会                 |                                      |                  |
| 275路     | 公交四公司             | 树藩大街变电站           | 玛瑙四路常福工业园停车场           |                                      |                  |
| 276路     | 公交四公司             | 什湖路公交场站           | 天鹅湖大道大集                     |                                      |                  |
| 277路     | 公交四公司             | 蔡甸大街交通运输局       | 汉江堤同心村                       |                                      |                  |
| 278路     | 公交四公司             | 蔡甸大街交通运输局       | 石山堡停车场                       |                                      |                  |
| 279路     | 省客集团盛世通运输公司 | 邾城客运站               | 后湖大道地铁新荣客运站             | 武英高速                             | 原2183路客运班车 |
| 280路     | 公交四公司             | 蔡甸大街交通运输局       | 松茅公路争光村                     |                                      |                  |
| 281路     | 公交四公司             | 蔡甸大街交通运输局       | 玉贤广场                           |                                      | 早午各一班       |
| 282路     | 公交四公司             | 石山堡停车场             | 彭新村                             |                                      | 早晚各一班       |
| 283路     | 公交四公司             | 石山堡停车场             | 横岭村                             |                                      | 早晚各一班       |
| 284路     | 公交四公司             | 永安大街代家庄           | 松茅公路争光村                     |                                      |                  |
| 285路     | 公交四公司             | 玛瑙四路常福工业园停车场 | 薇湖路公交停车场                   |                                      |                  |
| 286路     | 公交二公司             | 常青公交枢纽站           | 汉口北大道地铁汉口北站             | 金银潭大道、盘龙大道、巨龙大道       |                  |
| 287路     | 公交一公司             | 汉口北大道地铁汉口北站   | 光明西路立山大道                   |                                      |                  |
| 288路     | 公交四公司             | 侏儒山榨坊公交场站       | 观湖路松海苑                       |                                      |                  |
| 289路     | 公交二公司             | 汉口火车站               | 腾龙大道大沙咀                     |                                      |                  |
| 290路     | 公交二公司             | 奥莱西街公交场站         | 解放大道新华路                     |                                      |                  |
| 291路     | 公交二公司             | 恒大龙城公交场站         | 横店大街空港花园                   | 川龙大道                             |                  |
| 292路     | 公交二公司             | 钓台道黄陂客运中心       | 汉口火车站 金桥大道武汉市民之家    | 岱黄高速                             | 区间车           |
| 293路     | 公交一公司             | 花桥一村停车场           | 胜海大道江大文理学院               | 金桥大道、汉口北大道                 |                  |
| 294路     | 公交二公司             | 沿河大道硚口码头         | 金潭路扬子江汽车                   |                                      |                  |
| 295路     | 公交二公司             | 钓台道黄陂客运中心       | 金银潭大道地铁金银潭站             |                                      |                  |
| 296路     | 公交二公司             | 汉口北鞋业箱包城         | 振兴路复兴村小区                   |                                      |                  |
| 297路     | 公交六公司             | 武汉火车站               | 汉口北大道家具CBD东                | 沿港路、汉施公路                     |                  |
| 298路     | 公交二公司             | 兴龙路恒大龙城公交场站   | 梅教街地铁高车站 汉口北大道家具CBD | 巨龙大道                             | 夜行线           |
| 299路     | 公交二公司             | 宋岗路公交场站           | 新湾一路长港路口                   |                                      |                  |

#### 东西湖区内线路
| 线路号 | 运营公司   | 首站                                          | 末站                                    | 备注             |
| ------ | ---------- | --------------------------------------------- | --------------------------------------- | ---------------- |
| H73路  | 公交二公司 | 兴工八路汉江湖畔小区                          | 兴工八路汉江湖畔小区                    | 循环线           |
| H75路  | 公交二公司 | 码头潭公交场站                                | 环湖中路柏环一路                        |                  |
| H76路  | 公交二公司 | 智迅路远大医药                                | 金山大道地铁金银湖公园站                |                  |
| H77路  | 公交三公司 | 塔西路临空港大道公交场站                      | 七彩路地铁径河站                        |                  |
| H78路  | 公交三公司 | 四明路华星花园                                | 林果南路岭通大道                        |                  |
| H79路  | 公交三公司 | 临空港大道汉江堤公交场站                      | 京东方大道京东方二号门                  |                  |
| H80路  | 公交三公司 | 金北一路地铁三店站                            | 金北一路地铁三店站                      |                  |
| H81路  | 公交三公司 | 新城十五路公交场站                            | 新城十五路公交场站                      |                  |
| H82路  | 公交三公司 | 新城十五路公交场站                            | 新城十五路公交场站                      |                  |
| H83路  | 公交三公司 | 径东二路创智路                                | 径东二路创智路                          |                  |
| H84路  | 公交三公司 | 径东二路创智路                                | 径东二路创智路                          |                  |
| H85路  | 公交三公司 | 熙龙湾公交场站                                | 荷新路新沟闸                            |                  |
| H86路  | 公交三公司 | 三秀路公交停车场                              | 惠安大道大桥大队                        |                  |
| H87路  | 公交三公司 | 凌云路西公交场站                              | 柏泉景德寺                              |                  |
| H88路  | 公交三公司 | 熙龙湾公交场站                                | 荷花街草场村公交场站                    |                  |
| H89路  | 公交三公司 | 三秀路公交停车场                              | 陈东路东风大队                          |                  |
| H90路  | 公交三公司 | 凌云路西公交场站                              | 东山五一大队                            |                  |
| H91路  | 公交三公司 | 凌云路西公交场站                              | 东西湖大道陈家冲                        |                  |
| H92路  | 公交三公司 | 九通路金山大道公交场站 临空港大道五环体育中心 | 惠安大道红星三队 东吴大道总干沟路       | 区间车           |
| H93路  | 公交三公司 | 朝阳路沙嘴公交场站                            | 金银潭大道地铁金银潭站                  |                  |
| H94路  | 公交三公司 | 塔西路公交场站 径西七路智勤路                 | 吴金路公交场站 临空港大道地铁五环大道站 | 区间车           |
| H95路  | 公交二公司 | 常青北路常青村 宏图路海洋世界                 | 银潭路天纵•半岛蓝湾 宏图路海洋世界      | 区间车（循环线） |
| H96路  | 公交三公司 | 径东二路创智路                                | 商贸大道垸湖路                          |                  |
| H97路  | 公交三公司 | 三秀路公交停车场                              | 石榴红村                                |                  |
| H98路  | 公交三公司 | 走新路新华集                                  | 塔西路公交场站                          |                  |
| H99路  | 公交三公司 | 惠安大道张辛路                                | 张家台村公交场站                        |                  |
| H100路 | 公交三公司 | 郁金香公园停车场                              | 紫华路园博园南门                        |                  |
| H101路 | 公交三公司 | 凌云路西公交场站                              | 运铎公园路运铎公园                      |                  |
| H102路 | 公交三公司 | 金北一路地铁三店站                            | 环湖七路奥林路                          |                  |
| H103路 | 公交三公司 | 金银湖南街华生城市广场 金银潭大道地铁金银潭站 | 姑李路车场南路 梧桐雨杜鹃溪谷           | 区间车           |
| H104路 | 公交三公司 | 市场街荷新路                                  | 商贸大道垸湖路                          |                  |
| H105路 | 公交三公司 | 金北一路地铁三店站                            | 张柏路新港苑小区                        |                  |
| H106路 | 公交三公司 | 径东二路创智路                                | 金北一路地铁三店站                      |                  |
| H107路 | 公交三公司 | 柏泉景德寺                                    | 郁金香公园停车场                        |                  |
| H108路 | 公交三公司 | 市场街荷新路                                  | 睡虎山停车场                            |                  |
| H109路 | 公交三公司 | 凌云路西公交场站                              | 台中一路临空港青年城                    |                  |

#### 经开区内线路
| 线路号 | 运营公司     | 首站             | 末站            | 备注                 |
| ------ | ------------ | ---------------- | --------------- | -------------------- |
| 115路  | 公交经开公司 | 两军路小军社区   | 军山小学        | 仅在上学放学时间运营 |
| 235路  | 公交经开公司 | 薇湖路公交停车场 | 碧桂园交通中心  |                      |
| 236路  | 公交经开公司 | 薇湖路公交停车场 | 浅月湾          |                      |
| 237路  | 公交经开公司 | 铁路桥梁学院     | 铁路桥梁学院    | 内环、外环           |
| 238路  | 公交经开公司 | 铁路桥梁学院     | 铁路桥梁学院    |                      |
| 239路  | 公交经开公司 | 薇湖路公交停车场 | 场前横路宏泰    |                      |
| 240路  | 公交经开公司 | 薇湖路公交停车场 | 湘口公交停车场  |                      |
| 241路  | 公交经开公司 | 薇湖路公交停车场 | 东城垸客运站    |                      |
| 242路  | 公交经开公司 | 薇湖路公交停车场 | 江大路大咀      |                      |
| 243路  | 公交经开公司 | 薇湖路公交停车场 | 乌金社区        |                      |
| 245路  | 公交经开公司 | 湘口公交停车场   | 321省道一冶农场 |                      |
| 246路  | 公交经开公司 | 湘口公交停车场   | 湘口街硚口大队  |                      |
| 247路  | 公交经开公司 | 湘口公交停车场   | 新沟            |                      |
| 252路  | 公交经开公司 | 东城垸客运站     | 东沟路沟北社区  | 每天对开三班         |
| 255路  | 公交经开公司 | 凤凰苑公交停车场 | 经开大道邵家湾  |                      |

#### 黄陂区内线路
注：木兰公交、协力公交所有线路不支持支付宝公交二维码支付
| 线路号 | 运营公司     | 首站                   | 末站                     | 备注       |
| ------ | ------------ | ---------------------- | ------------------------ | ---------- |
| 611路  | 公交二公司   | 双凤大道双凤大桥       | 黄土公路茨林罗老年公寓   |            |
| 612路  | 公交二公司   | 双凤大道双凤大桥       | 木兰大街黄陂一中         |            |
| P2路   | 木兰公交公司 | 西寺大道辛店           | 百秀街规划路口           |            |
| P3路   | 木兰公交公司 | 钓台道黄陂客运中心     | 汉口北大道地铁汉口北站   | 有大站快车 |
| P5路   | 木兰公交公司 | 黄孝公路涂店砖厂       | 百泰路西堤路口           |            |
| P6路   | 木兰公交公司 | 钓台道黄陂客运中心     | 王家河街王家大湾         |            |
| P7路   | 木兰公交公司 | 板桥大道辅助路口       | 火塔公路陈家田还建小区   |            |
| P8路   | 木兰公交公司 | 钓台道黄陂客运中心     | 汉口北大道地铁汉口北站   |            |
| P9路   | 木兰公交公司 | 石阳街黄陂职高         | 钓台道冰晶兰馨苑         |            |
| P10路  | 木兰公交公司 | 前川街易庄村           | 钓台道张杨湾             |            |
| P11路  | 木兰公交公司 | 钓台道黄陂客运中心     | 钓台道黄陂客运中心       |            |
| P12路  | 木兰公交公司 | 小南街人民道口         | 前川街孙教村村委会       |            |
| P13路  | 木兰公交公司 | 钓台道黄陂客运中心     | 钓台道黄陂客运中心       |            |
| P15路  | 木兰公交公司 | 创新大道同联顺工业园   | 滠河街冷院               |            |
| P16路  | 木兰公交公司 | 钓台道黄陂客运中心     | 东堤街黄陂七中           |            |
| P17路  | 木兰公交公司 | 钓台道黄陂客运中心     | 前川街平湖村张家大湾     |            |
| P18路  | 木兰公交公司 | 钓台道黄陂客运中心     | 前川街茅店村             |            |
| P19路  | 木兰公交公司 | 钓台道黄陂客运中心     | 黄武公路武湖粮店         |            |
| P21路  | 木兰公交公司 | 钓台道黄陂客运中心     | 钓台道黄陂客运中心       |            |
| P22路  | 木兰公交公司 | 钓台道黄陂客运中心     | 庆云路盘龙城二小         |            |
| P23路  | 木兰公交公司 | 钓台道黄陂客运中心     | 钓台道黄陂客运中心       |            |
| P24路  | 公交二公司   | 横店大街空港花园       | 横店大街空港花园         | 循环线     |
| P25路  | 公交一公司   | 胜海大道江大文理学院   | 武湖大道下畈新苑         |            |
| P26路  | 公交二公司   | 奥特莱斯公交场站       | 未来海岸幼儿园           |            |
| P27路  | 公交二公司   | 天阳路比亚迪           | 横店大街粮库             |            |
| P28路  | 公交一公司   | 胜海大道江大文理学院   | 农耕年华                 |            |
| P29路  | 木兰公交公司 | 川龙大道中兴街口       | 汉口北大道地铁汉口北站   |            |
| P30路  | 公交二公司   | 汉黄路汉口北大道口     | 汉黄路汉口北大道口       |            |
| P31路  | 公交二公司   | 横店大街空港花园       | 横店大街空港花园         |            |
| P32路  | 公交二公司   | 横店大街空港花园       | 横店大街空港花园         |            |
| P33路  | 公交二公司   | 汉口北大道刘店         | 庆云路盘龙城二小         |            |
| P35路  | 协力公交公司 | 天河街公交枢纽站       | 天河机场交通中心         |            |
| P36路  | 协力公交公司 | 祁泡公路泡桐客运站     | 云雾山景区游客中心       |            |
| P37路  | 协力公交公司 | 六指街什仔铺           | 六指街什仔铺             | 内环、外环 |
| P38路  | 协力公交公司 | 六指街甘棠大道         | 六指街胡港湾村委会       |            |
| P39路  | 协力公交公司 | 六指街甘棠铺           | 六指街甘棠铺             | 内环、外环 |
| P41路  | 木兰公交公司 | 钓台道黄陂客运中心     | 王家河街万寿寺村委会     |            |
| P42路  | 木兰公交公司 | 钓台道黄陂客运中心     | 王家河街栖凤山李家田     |            |
| P43路  | 协力公交公司 | 周刘湾                 | 长堰客运站               |            |
| P45路  | 木兰公交公司 | 钓台道黄陂客运中心     | 王家河街顺河大道街口     |            |
| P46路  | 木兰公交公司 | 钓台道黄陂客运中心     | 王家河街应咀村委会       |            |
| P47路  | 木兰公交公司 | 钓台道黄陂客运中心     | 王家河观音寺村委会       |            |
| P48路  | 协力公交公司 | 李家集街彭家冲         | 李家集街上古寺           |            |
| P49路  | 协力公交公司 | 李家集街朝阳寺村       | 李家集街石塘村           |            |
| P50路  | 木兰公交公司 | 祁家湾街孙家湾         | 黄孝公路青松岗           |            |
| P51路  | 木兰公交公司 | 钓台道黄陂客运中心     | 罗汉街曙光村             |            |
| P52路  | 木兰公交公司 | 罗汉寺街桥李湾         | 罗汉寺街吴家岗           |            |
| P53路  | 木兰公交公司 | 祁家湾街客运站         | 汉口北大道地铁汉口北站   |            |
| P55路  | 协力公交公司 | 李家集街               | 李家集街河边王           |            |
| P56路  | 木兰公交公司 | 祁家湾街廖岗村         | 汉口北大道地铁汉口北站   |            |
| P57路  | 木兰公交公司 | 祁家湾街客运站         | 巨龙大道歌林花园         |            |
| P58路  | 木兰公交公司 | 钓台道黄陂客运中心     | 罗汉寺街齐岗村           |            |
| P59路  | 木兰公交公司 | 钓台道黄陂客运中心     | 罗汉寺街潘黄村           |            |
| P60路  | 木兰公交公司 | 钓台道黄陂客运中心     | 祁家湾街客运站           |            |
| P61路  | 协力公交公司 | 蔡家榨街客运站         | 蔡家榨街栗梓园           |            |
| P62路  | 木兰公交公司 | 罗汉寺街花石           | 祁家湾街下店             |            |
| P63路  | 木兰公交公司 | 祁家湾街达义村         | 孝天公路张家店程力工业园 |            |
| P65路  | 木兰公交公司 | 祁家湾街客运站         | 祁家湾街忍公村           |            |
| P66路  | 木兰公交公司 | 祁家湾街客运站         | 祁家湾街建设村           |            |
| P67路  | 木兰公交公司 | 钓台道黄陂客运中心     | 祁家湾街同兴集           |            |
| P68路  | 木兰公交公司 | 钓台道黄陂客运中心     | 罗汉寺街致富街           |            |
| P69路  | 木兰公交公司 | 祁家湾街客运站         | 祁家湾街双墩村           |            |
| P70路  | 木兰公交公司 | 钓台道黄陂客运中心     | 蔡店街客运站             |            |
| P71路  | 木兰公交公司 | 钓台道黄陂客运中心     | 黄土公路长轩岭街         |            |
| P72路  | 木兰公交公司 | 钓台道黄陂客运中心     | 姚家集街车站村           |            |
| P73路  | 木兰公交公司 | 钓台道黄陂客运中心     | 十素公路向家咀           |            |
| P75路  | 木兰公交公司 | 蔡店街五四村           | 蔡店街骆田村             |            |
| P76路  | 木兰公交公司 | 钓台道黄陂客运中心     | 长轩岭街竹园村           |            |
| P77路  | 木兰公交公司 | 长轩岭街赵畈大陈湾     | 长轩岭街韩畈上湾         |            |
| P78路  | 木兰公交公司 | 长轩岭街平峰           | 长轩岭街油榨村委会       |            |
| P79路  | 木兰公交公司 | 钓台道黄陂客运中心     | 木兰山村                 |            |
| P80路  | 木兰公交公司 | 钓台道黄陂客运中心     | 木兰乡客运站             |            |
| P81路  | 木兰公交公司 | 姚家集街石屋山村朱家湾 | 黄土公路十棵松           |            |
| P82路  | 木兰公交公司 | 钓台道黄陂客运中心     | 木兰乡磨盘村             |            |
| P83路  | 木兰公交公司 | 钓台道黄陂客运中心     | 姚家集翁家店             |            |
| P85路  | 木兰公交公司 | 钓台道黄陂客运中心     | 木兰乡庙店西渡口         |            |
| P86路  | 木兰公交公司 | 钓台道黄陂客运中心     | 木兰乡静山村             |            |
| P87路  | 木兰公交公司 | 钓台道黄陂客运中心     | 木兰天池景区             |            |
| P88路  | 木兰公交公司 | 木兰天池景区           | 云雾山景区               |            |
| P89路  | 木兰公交公司 | 长轩岭街               | 木兰乡宁岗村             |            |
| P90路  | 木兰公交公司 | 蔡店街客运站           | 蔡店街西峰村             |            |
| P91路  | 木兰公交公司 | 木兰乡客运站           | 木兰乡令牌店             |            |
| P92路  | 木兰公交公司 | 姚家集街百业街         | 姚家集街畈张村           |            |
| P93路  | 木兰公交公司 | 木兰乡客运站           | 木兰乡叶家岗             |            |
| P95路  | 木兰公交公司 | 姚家集街百业街         | 木兰乡客运站             |            |
| P96路  | 木兰公交公司 | 木兰乡客运站           | 木兰乡椿树岗             |            |
| P97路  | 木兰公交公司 | 蔡店街双河村           | 锦里沟景区               |            |
| P98路  | 木兰公交公司 | 钓台道黄陂客运中心     | 李家集街朱铺村           |            |
| P99路  | 木兰公交公司 | 锦里沟景区             | 木兰天池景区             |            |
| P100路 | 协力公交公司 | 前川街涂大村委会       | 前川街瑶台村委会         |            |
| P101路 | 协力公交公司 | 钓台道黄陂客运中心     | 熊许公路长岭岗           |            |
| P102路 | 协力公交公司 | 钓台道黄陂客运中心     | 六指街甘棠大道           |            |
| P103路 | 协力公交公司 | 蔡家榨街客运站         | 汉口北大道地铁汉口北站   |            |
| P105路 | 木兰公交公司 | 钓台道黄陂客运中心     | 长堰客运站               |            |
| P106路 | 公交二公司   | 盘龙城新湾             | 天河街冯家大湾           |            |
| P107路 | 公交二公司   | 川龙大道冶金           | 天河街育才街             |            |
| P108路 | 木兰公交公司 | 钓台道黄陂客运中心     | 刘大公路大咀垸           |            |
| P109路 | 木兰公交公司 | 钓台道黄陂客运中心     | 六指街新博村             |            |
| P110路 | 协力公交公司 | 六指街甘棠大道         | 汉口北大道地铁汉口北站   |            |
| P111路 | 协力公交公司 | 钓台道黄陂客运中心     | 祁泡公路泡桐客运站       |            |
| P112路 | 协力公交公司 | 蔡家榨街客运站         | 蔡家榨街客运站           | 内环、外环 |
| P113路 | 协力公交公司 | 蔡家榨街客运站         | 六指街什仔铺             |            |
| P115路 | 木兰公交公司 | 木兰乡叶家岗           | 木兰乡庙店东渡口         |            |
| P116路 | 木兰公交公司 | 蔡店街源泉村范家冲     | 蔡店街客运站             |            |
| P117路 | 木兰公交公司 | 蔡店街冯楼村           | 蔡店街赵店村委会         |            |
| P118路 | 木兰公交公司 | 蔡店街陈冲村刘家湾     | 蔡店街李谷堡傅家湾       |            |
| P119路 | 木兰公交公司 | 蔡店街长岗村           | 蔡店街姚家老屋           |            |
| P120路 | 木兰公交公司 | 蔡店街姚家山           | 蔡店街客运站             |            |
| P121路 | 木兰公交公司 | 钓台道黄陂客运中心     | 武湖客运站               |            |
| P122路 | 木兰公交公司 | 钓台道黄陂客运中心     | 新黄武公路地铁青龙站     |            |
| P123路 | 公交二公司   | 汉口北大道刘店         | 巨龙大道宋家岗           |            |
| P125路 | 木兰公交公司 | 钓台道黄陂客运中心     | 滠口街集贸市场           |            |
| P126路 | 木兰公交公司 | 钓台道黄陂客运中心     | 天河街公交枢纽站         |            |
| P127路 | 木兰公交公司 | 木兰乡客运站           | 王家河街顺河大道街口     |            |
| P128路 | 木兰公交公司 | 钓台道黄陂客运中心     | 天河机场交通中心         |            |
| P129路 | 木兰公交公司 | 蔡店街李冲大湾北       | 蔡店街李文三村委会       |            |
| P130路 | 公交二公司   | 天河街六层楼广场       | 天河街童河村委会         |            |
| P131路 | 协力公交公司 | 蔡家榨街客运站         | 蔡家榨街艾馆村           |            |
| P132路 | 协力公交公司 | 蔡家榨街水口寺村       | 蔡家榨街四勿岗村         |            |
| P133路 | 协力公交公司 | 蔡家榨街客运站         | 蔡家榨街花乡茶谷         |            |
| P135路 | 协力公交公司 | 六指街胜红村           | 六指街郑田村             |            |
| P136路 | 公交一公司   | 滠阳大道街办事处       | 滠口街向店村委会         |            |
| P137路 | 公交一公司   | 大潭办事处             | 大潭办事处               |            |
| P138路 | 公交一公司   | 汉施公路东环路         | 三里桥街新塔村           |            |
| P139路 | 公交一公司   | 三里桥便民服务中心     | 三里桥便民服务中心       |            |
| P140路 | 公交一公司   | 武湖大道下畈新苑       | 武湖街五七村委会         |            |
| P141路 | 公交二公司   | 宋岗路公交站           | 腾龙大道松岗二路         |            |
| P142路 | 公交二公司   | 宋岗路公交站           | 甲宝山路殷家湾           |            |
| P143路 | 公交二公司   | 天河街方桥村           | 天河街卧龙山             |            |
| P145路 | 公交二公司   | 盘龙城航天龙城         | 盘龙城黄花涝             |            |
| P146路 | 木兰公交公司 | 罗汉寺街陶岗村         | 罗汉寺街陶田村           |            |
| P147路 | 木兰公交公司 | 祁家湾街客运站         | 祁家湾街西新村           |            |
| P148路 | 木兰公交公司 | 钓台道黄陂客运中心     | 长轩岭街竹园村           |            |
| P149路 | 木兰公交公司 | 木兰乡桥店村           | 木兰乡同兴集村委会       |            |
| P150路 | 木兰公交公司 | 王家河街三台寺村       | 王家河街涝溪河村         |            |
| P151路 | 木兰公交公司 | 罗汉寺街兴隆集         | 罗汉寺街庙坡村委会       |            |
| P152路 | 木兰公交公司 | 姚家集街百业街         | 姚家集街车站村           |            |
| P153路 | 木兰公交公司 | 钓台道黄陂客运中心     | 罗汉寺街白庙村           |            |
| P155路 | 木兰公交公司 | 钓台道黄陂客运中心     | 祁家湾街方斗湾           |            |
| P156路 | 木兰公交公司 | 钓台道黄陂客运中心     | 祁家湾街红卫村           |            |
| P157路 | 木兰公交公司 | 钓台道黄陂客运中心     | 祁家湾街向阳村           |            |
| P158路 | 木兰公交公司 | 钓台道黄陂客运中心     | 祁家湾街东风村           |            |
| P159路 | 木兰公交公司 | 钓台道黄陂客运中心     | 祁家湾街四黄村           |            |
| P160路 | 木兰公交公司 | 钓台道黄陂客运中心     | 王家河街卧虎村           |            |
| P161路 | 木兰公交公司 | 钓台道黄陂客运中心     | 木兰草原景区             |            |
| P162路 | 木兰公交公司 | 钓台道黄陂客运中心     | 王家河街刘岗村           |            |
| P163路 | 木兰公交公司 | 姚家集街河畈村马陈家   | 黄土公路十棵松           |            |
| P166路 | 木兰公交公司 | 蔡家榨街客运站         | 蔡家榨街黄寺庵村畈成湾   |            |
| P169路 | 木兰公交公司 | 祁泡公路泡桐客运站     | 天河机场交通中心         |            |
| P170路 | 公交一公司   | 兴龙路恒大龙城公交场站 | 航城东路省委党校         |            |
| P171路 | 协力公交公司 | 钓台道黄陂客运中心     | 李家集街官家砦村委会     |            |
| P172路 | 协力公交公司 | 泡桐客运站             | 孝昌丰山鑫达广场         |            |
| P210路 | 协力公交公司 | 六指街甘棠大道         | 仓埠街道办事处           |            |
| P801路 | 木兰公交公司 | 钓台道黄陂客运中心     | 木兰湖明清园博物馆       |            |
| P802路 | 木兰公交公司 | 钓台道黄陂客运中心     | 清凉寨景区               |            |
| P803路 | 木兰公交公司 | 钓台道黄陂客运中心     | 木兰山风景区             |            |
| P805路 | 木兰公交公司 | 三里桥便民服务中心     | 汉口北大道地铁汉口北站   |            |
| P806路 | 木兰公交公司 | 钓台道黄陂客运中心     | 大余湾景区               |            |
| P808路 | 木兰公交公司 | 钓台道黄陂客运中心     | 木兰天池景区             |            |

#### 江夏区内线路
| 线路号 | 运营公司     | 首站                   | 末站                   | 备注           |
| ------ | ------------ | ---------------------- | ---------------------- | -------------- |
| J1路   | 公交江夏公司 | 城际铁路纸坊东站       | 红旗街红花路           |                |
| J2路   | 公交江夏公司 | 石洞街石洞             | 谭鑫培路万豪世纪天街   |                |
| J3路   | 公交江夏公司 | 沙羡街城际铁路纸坊东站 | 沙羡街城际铁路纸坊东站 | 内环、外环     |
| J4路   | 公交江夏公司 | 武昌大道纸坊火车站     | 谭鑫培路区公安分局     |                |
| J5路   | 公交江夏公司 | 豹子山公交停车场       | 青龙路青龙山林场       |                |
| J6路   | 公交江夏公司 | 沙羡街城际铁路纸坊东站 | 沙羡街城际铁路纸坊东站 | 内环、外环     |
| J7路   | 公交江夏公司 | 纸贺路江北铸造厂       | 谭鑫培路区公安分局     |                |
| J8路   | 公交江夏公司 | 西交路公交停车场       | 红花路                 |                |
| J9路   | 公交江夏公司 | 纸坊大街东林村         | 白云一路中建三局四公司 |                |
| J10路  | 公交江夏公司 | 豹子山公交停车场       | 东华路北华街           |                |
| J11路  | 公交江夏公司 | 纸贺路江北铸造厂       | 谭鑫培路万豪世纪天街   |                |
| V1路   | 公交江夏公司 | 江夏大道公交停车场     | 盐坊湾公交停车场       |                |
| V2路   | 公交江夏公司 | 兴新街公交停车场       | 青龙路熊廷弼公园       |                |
| V3路   | 公交江夏公司 | 江夏大道公交停车场     | 花山北路花山三路       |                |
| J209路 | 公交五公司   | 恒大科技旅游城         | 北华街客运中心         | 又称恒大旅游线 |

#### 蔡甸区内线路
注：蔡城公司所有线路不支持支付宝公交二维码支付
| 线路号 | 运营公司     | 首站                   | 末站                   | 备注 |
| ------ | ------------ | ---------------------- | ---------------------- | ---- |
| C1路   | 蔡城公交公司 | 成功大道公交停车场     | 成功大道人民医院       |      |
| C2路   | 蔡城公交公司 | 成功大道公交停车场     | 新城路                 |      |
| C3路   | 蔡城公交公司 | 成功大道公交停车场     | 新福路蔡甸市民之家     |      |
| C4路   | 蔡城公交公司 | 成功大道公交停车场     | 汉江堤西湖泵站         |      |
| C5路   | 蔡城公交公司 | 成功大道公交停车场     | 同济健康谷学术交流中心 |      |
| C6路   | 蔡城公交公司 | 蔡甸大街张湾柏林供水厂 | 同济健康谷学术交流中心 |      |
| C7路   | 蔡城公交公司 | 成功大道公交停车场     | 成功大道新人民医院     |      |
| C11路  | 蔡城公交公司 | 九康大道康湾一街       | 花园湾二街竹林三路口   |      |
| C12路  | 蔡城公交公司 | 九康大道康湾一街       | 常贵大街九康大道口     |      |

#### 新洲区内线路
注：新洲公司所有线路不支持支付宝公交二维码支付
| 线路号 | 运营公司             | 首站                      | 末站                              | 备注       |
| ------ | -------------------- | ------------------------- | --------------------------------- | ---------- |
| Z209路 | 盛世通运输公司       | 邾城客运站                | 关山大道华夏学院                  |            |
| Z211路 | 省客集团新洲公交公司 | 邾城客运站                | 李集大道刘先村                    |            |
| Z212路 | 省客集团新洲公交公司 | 风情大道堤防段 邾城客运站 | 118省道四合庄村 118省道石寨村     | 区间车     |
| Z213路 | 省客集团新洲公交公司 | 文昌大道骆畈村            | 新施公路陶刘村                    |            |
| Z214路 | 省客集团新洲公交公司 | 博物大道城北工业园        | 邾城客运站                        |            |
| Z215路 | 省客集团新洲公交公司 | 邾城客运站                | 博物大道东城尚品                  |            |
| Z216路 | 省客集团新洲公交公司 | 博物大道城北工业园        | 博物大道城北工业园                | 内环、外环 |
| Z217路 | 省客集团新洲公交公司 | 江夏街堤边                | 辛冲农贸市场                      |            |
| Z218路 | 省客集团新洲公交公司 | 邾城客运站                | 博物大道区博物馆                  |            |
| Z219路 | 盛世通运输公司       | 邾城客运站                | 阳逻客运站                        |            |
| Z220路 | 省客集团新洲公交公司 | 邾城客运站                | 新施公路地铁金台站                | 有大站快车 |
| Z221路 | 省客集团新洲公交公司 | 邾城客运站                | 汪集街孔埠社区                    |            |
| Z222路 | 省客集团新洲公交公司 | 邾城客运站                | 汪集街冯铺村                      |            |
| Z223路 | 省客集团新洲公交公司 | 邾城客运站                | 徐古街徐古中学 振兴街紫荆路       | 区间车     |
| Z224路 | 省客集团新洲公交公司 | 邾城客运站                | 和火路贺桥街 柳明公路东门村       | 区间车     |
| Z225路 | 省客集团新洲公交公司 | 邾城客运站                | 徐古街红色广场                    |            |
| Z226路 | 省客集团新洲公交公司 | 邾城客运站                | 徐古街红色广场                    |            |
| Z227路 | 省客集团新洲公交公司 | 邾城客运站                | 通禅大道道观河风景区              |            |
| Z228路 | 省客集团新洲公交公司 | 邾城客运站                | 红色旅游公路问津书院              |            |
| Z229路 | 省客集团新洲公交公司 | 邾城客运站                | 凤凰镇三叉路村                    |            |
| Z235路 | 省客集团新洲公交公司 | 邾城客运站                | 阳大公路大埠村 沐家泾路沐家泾社区 | 区间车     |
| Z236路 | 省客集团新洲公交公司 | 邾城客运站                | 双柳街湖港小区                    |            |
| Z238路 | 省客集团新洲公交公司 | 邾城客运站                | 李集大道刘先村                    |            |
| Z237路 | 省客集团新洲公交公司 | 邾城客运站 318国道彭泗村  | 李集大道刘先村 仓埠街道办事处     | 区间车     |
| Z501路 | 省客集团新洲公交公司 | 邾城客运站                | 蔡咀村                            |            |
| Z502路 | 省客集团新洲公交公司 | 荣生路交警支队            | 新施公路汪集                      |            |
| Z503路 | 省客集团新洲公交公司 | 三店村                    | 份子街                            |            |
| Z504路 | 省客集团新洲公交公司 | 徐古街                    | 柳河村                            |            |
| Z505路 | 省客集团新洲公交公司 | 潘塘东                    | 管寨村                            |            |
| Z506路 | 省客集团新洲公交公司 | 辛冲社区                  | 新湖村                            |            |
| Y301路 | 公交一公司           | 阳逻客运站                | 京东大道余集新村                  |            |
| Y302路 | 公交一公司           | 平江东路湖北大学阳逻校区  | 汉施公路地铁军民村站              |            |
| Y303路 | 公交一公司           | 阳逻步行街                | 平江大道汉施公路                  |            |
| Y305路 | 公交一公司           | 平江大道地铁阳逻站        | 新施公路地铁金台站                |            |
| Y306路 | 公交一公司           | 汽渡路龙口桥头            | 环湖路区三中                      |            |
| Y307路 | 公交一公司           | 新光村公交停车场          | 机场路门前湾                      |            |
| Y308路 | 公交一公司           | 阳逻客运站                | 毛集街                            |            |
| Y309路 | 公交一公司           | 阳逻客运站                | 阳逻客运站                        | 循环线     |
| Y310路 | 公交一公司           | 新光村公交停车场          | 高新街阳逻一中                    |            |
| Y311路 | 公交一公司           | 阳逻开发区花园小区        | 阳逻开发区创新创业服务中心        |            |
| Y312路 | 公交一公司           | 阳逻客运站                | 阳大公路大埠村（武汉黄冈边界）    |            |
| Y313路 | 公交一公司           | 阳逻客运站                | 沐家泾路沐家泾社区                |            |
| Y315路 | 公交一公司           | 阳逻客运站                | 318国道刘先村                     |            |
| Y316路 | 公交一公司           | 230国道上店村             | 仓埠街道办事处                    |            |

### 其他线路
| 线路号   | 运营公司         | 首站                                        | 末站                                | 备注   |
| -------- | ---------------- | ------------------------------------------- | ----------------------------------- | ------ |
| 鄂101路  | 华洪汽车客运     | 武珞路大东门                                | 百姓商城                            |        |
| W102路   | 汉川盛达公共汽车 | (汉川市)汉川一中                            | 七雄路地铁码头潭公园站              |        |
| W103路   | 汉川盛达公共汽车 | (汉川市)汉川一中                            | 蔡甸大街地铁柏林站                  |        |
| 马口线   | 汉川盛达公共汽车 | (汉川市)马口                                | (武汉市)柏林地铁站                  |        |
| 清潭胡线 | 公交六公司       | 碧桂园公交场站                              | 花山大道联丰村                      |        |
| 4308路   | 武汉姚康公交     | 高新六路佛祖岭地铁口 栗庙南路武纺外经贸学院 | 环岛路城建学院 金融港三路光谷大道口 | 高峰线 |

### 快速公交
| 线路号     | 运营公司     | 首站               | 末站                   | 备注                 |
| ---------- | ------------ | ------------------ | ---------------------- | -------------------- |
| BRT1路     | 公交光谷公司 | 武昌火车站东广场   | 高新大道BRT光谷大道站  |                      |
| K1路       | 公交经开公司 | 沌口体育中心停车场 | 康魅路停车场           | 又称金融港快线       |
| K2路       | 公交经开公司 | 沌口体育中心停车场 | 珞珈山路劝业场         | 又称高校快线         |
| K3路       | 公交经开公司 | 川江池二路川江池   | 金融港中路泛亚汽车大道 |                      |
| K4路(下行) | 公交经开公司 | 体育东路停车场     | 友谊路自治街           |                      |
| K4路(上行) | 公交经开公司 | 京汉大道前进一路   | 体育东路停车场         |                      |
| G1路       | 公交光谷公司 | 常家山公交场站     | 光谷四路九峰一路       | 又称花山快线、7501路 |
| 3451路     | 公交光谷公司 | 左岭大道武黄大道口 | 九龙湖街科技二路       | 又称左岭快线         |
| 3731路     | 公交五公司   | 光谷七路高新大道   | 神墩五路九龙中路       | 又称光谷生物园专线   |

### 已停运线路
| 线路号    | 运营公司     | 首站                   | 末站                        | 备注                            |
| --------- | ------------ | ---------------------- | --------------------------- | ------------------------------- |
| 2路       | 公交三公司   | 工农路舵落口           | 民意一路                    |                                 |
| 3路       | 公交一公司   | 堤角前街公交场站       | 和平大道三角路              |                                 |
| 11路      | 公交五公司   | 武金堤公路武泰闸       | 和平大道三层楼              |                                 |
| 12路      |              | 中华门                 | 珞珈山                      |                                 |
| 19路      | 公交五公司   | 临江大道汉阳门         | 中北路青鱼嘴                |                                 |
| 33路      | 公交五公司   | 武昌火车站公交场站     | 八坦路前张家湾              |                                 |
| 43路      | 公交五公司   | 武昌火车站综合体       | 武昌火车站综合体            | 环线                            |
| 45路      | 公交四公司   | 夹河街                 | 中山大道南京路              |                                 |
| 50路      | 公交六公司   | 和平大道建设二路       | 船厂村                      |                                 |
| 53路      | 公交六公司   | 青化路群力村           | 建设六路红钢一街            |                                 |
| 56路      | 公交二公司   | 沿江大道青岛路口       | 沿河大道水厂一路            |                                 |
| 68路      | 公交一公司   | 江大路九万方           | 沿江大道武汉港              |                                 |
| 76路      | 公交六公司   | 和平大道建设一路       | 黄孝河路竹叶山              |                                 |
| 108路     | 公交五公司   | 武汉火车站             | 汉阳大道莲花湖              | 变更为632路，并不再经过欢乐大道 |
| 218路     | 公交三公司   | 七雄路北段             | 石榴红村                    | 变更为H97路                     |
| 220路     | 公交三公司   | 裕民街华星花园         | 马池中路                    | 变更为H93路                     |
| 233路     | 公交一公司   | 平江大道阳逻客运站     | 汉口北大道轨道1号线汉口北站 |                                 |
| 258路     | 公交四公司   | 千洪公路洪北管委会     | 洪北弯湖村                  | 停运前早晚各一班                |
| 270路     | 公交四公司   | 运铎公园路运铎公园     | 董家店路地铁黄金口站        |                                 |
| 310路     | 公交二公司   | 汉口火车站             | 车场南路将军三路            |                                 |
| 331路     | 公交光谷公司 | 东山公交场站           | 佛祖岭三路高新四路          |                                 |
| 338路     |              | 龙阳湖东路陶家岭路     | 芙蓉路江堤乡新村            |                                 |
| 355路     | 公交一公司   | 旺盛街平安苑           | 解放大道堤角                | 定时线路                        |
| 375路     | 公交二公司   | 汉口火车站             | 园博园东路园博园东门        |                                 |
| 388路     | 公交光谷公司 | 光谷七路公交场站       | 未来三路锦程街              | 定时线路                        |
| 403路     | 公交五公司   | 环湖路东湖             | 珞喻东路森林公园            |                                 |
| 501路     | 公交四公司   | 沌口体育中心停车场     | 格力工业园                  |                                 |
| 505路     | 公交三公司   | 民意一路               | 工农路舵落口                |                                 |
| 519路     | 公交二公司   | 汉口火车站             | 珞珈山路劝业场              |                                 |
| 529路     | 公交五公司   | 中华路                 | 东山公交场站                |                                 |
| 537路     | 公交五公司   | 梨园广场               | 动物园路公交停车场          |                                 |
| 595路     | 公交二公司   | 建设大道双墩           | 沿江大道武汉港              |                                 |
| 609路     | 公交五公司   | 南湖公交场站           | 沿河大道硚口码头            |                                 |
| 619路     | 公交三公司   | 丰硕路长顺路           | 沿江大道龙王庙              |                                 |
| 629路     | 公交一公司   | 江堤中路太山村         | 中山大道硚口                |                                 |
| 648路     |              | 汉口火车站             | 国际博览中心交通港          |                                 |
| 719路     | 公交六公司   | 工业二路26街坊         | 汉口火车站                  |                                 |
| 752路     | 公交六公司   | 欢乐大道岳家嘴         | 中南二路民主路口            |                                 |
| 786路     | 公交光谷公司 | 鲁磨路光谷广场         | 光谷七路公交场站            |                                 |
| 802路     | 通恒公司     | 友谊大道航海学院       | 常飞街发展大道口            |                                 |
| 921路     | 公交江夏公司 | 中山路武昌火车站       | 环湖路汤逊湖壹号北          |                                 |
| K89路     | 公交三公司   | 四明路华星花园         | 走马岭林果南路              |                                 |
| 武昌—花山 | 武汉洪发公交 | 珞喻路光谷广场         | 兰园小区                    |                                 |
| H93夜行   | 公交三公司   | 七雄路地铁码头潭公园站 | 金山大道地铁金银湖公园站    |                                 |

## 轨道交通

### 地铁
- ■武汉地铁1号线
- ■武汉地铁2号线
- ■武汉地铁3号线
- ■武汉地铁4号线
- ■武汉地铁5号线
- ■武汉地铁6号线
- ■武汉地铁7号线
- ■武汉地铁8号线
- ■武汉地铁11号线
- ■武汉地铁16号线
- ■ 武汉地铁21号线（阳逻线）

### 有轨电车
| 线路号           | 运营公司 | 首站       | 末站       |
| ---------------- | -------- | ---------- | ---------- |
| 光谷有轨电车L1线 | 光谷交通 | 华中大     | 佛祖岭     |
| 光谷有轨电车L2线 | 光谷交通 | 城铁汤逊湖 | 光谷植物园 |
| 车都有轨电车T1路 | 车都电车 | 车轮广场   | 得胜港     |

### 空轨
光谷空轨旅游线

## 轮渡

### 轮渡航线
| 航线名称         | 是否對開 | 起點                                        | 終點                                        | 行人票价  | 电动车票价 | 自行车票价 |
| ---------------- | -------- | ------------------------------------------- | ------------------------------------------- | --------- | ---------- | ---------- |
| 武中线           | 是       | 武漢關1号码头                               | 中華路1号码头                               | 1.5 元/位 | 2 元/车    | 1 元/车    |
| 武中快线         | 否       | 武漢關2号码头                               | 中華路1号码头                               | 10 元/位  |            |            |
| 武中零点航班     | 是       | 武漢關2号码头                               | 中華路1号码头                               | 10 元/位  |            |            |
| 集中线           | 是       | 集家嘴码头                                  | 中华路2号码头                               | 2 元/位   |            |            |
| 集中快线         | 否       | 集家嘴码头                                  | 中华路3号码头                               | 5 元/位   |            |            |
| 青天线           | 否       | 青山码头                                    | 天兴洲渡口                                  | 1.5 元/位 | 2 元/车    | 1 元/车    |
| 天青线           | 否       | 天兴洲渡口                                  | 青山码头                                    | 1.5 元/位 | 2 元/车    | 1 元/车    |
| 大禹专线         | 否       | 中华路2号码头                               | 晴川码头                                    | 10 元/位  |            |            |
| 大禹专线         | 否       | 晴川码头                                    | 中华路2号码头                               | 10 元/位  |            |            |
| 江滩观光环线     | 环线对开 | 途径 武汉关2号码头、中华路1号码头、晴川码头 | 途径 武汉关2号码头、中华路1号码头、晴川码头 | 50 元/位  |            |            |
| 江滩观光夜游环线 | 环线对开 | 途径 武汉关2号码头、中华路2号码头           | 途径 武汉关2号码头、中华路2号码头           | 120 元/位 |            |            |
| 君旅号夜游环线   | 环线对开 | 王家巷码头                                  | 王家巷码头                                  | 150 元/位 |            |            |